# 윤휴
윤휴(尹鑴, 1617년 10월 14일 ~ 1680년 5월 20일)는 종부시 지평 등을 거쳐 공조판서 겸 이조판서 등을 지낸 조선 후기의 문신, 성리학자이다. 남인의 거두이며, 청남의 중진이자 예송 논쟁 당시 남인의 주요 논객이었다. 본관은 남원(南原). 자(字)는 두괴(斗魁), 희중(希仲), 호는 백호(白湖), 하헌(夏軒), 야보(冶父)이다. 이름 휴(鑴)를 잘못 오기하여 윤준(尹鑴), 윤전(尹鐫)으로 읽기도 한다. 학자 간서재(澗西齋) 김덕민의 외손으로, 김덕민, 이민구, 이원익의 문인이다. 학행(學行)으로 시강원진선이 되었으며 이후 성균관사업, 사헌부대사헌, 이조판서, 의정부좌찬성 등을 지냈다. 윤선도, 허목과 함께 서인 공격의 선봉장이었다.
어려서 외할아버지인 김덕민의 문하에서 수학하다가 남인 학자인 이원익, 이민구의 문하에서 배웠으며, 이괄의 난 때에는 여주에 피신하였고 정묘호란과 병자호란 때는 보은 삼산(三山)의 외가에 은신했으며, 병자호란, 정묘호란 이후 관직을 단념하고 학문 연구에 전념하였다. 1653년(효종 3년) 우의정 심지원, 병조판서 원두표의 천거로 발탁되어 관직에 나갔으나 사퇴와 복직을 반복했다. 그 뒤 민정중, 송시열, 송준길 등의 요청으로 다시 관직에 나갔다.
1659년 제1차 예송 논쟁에서는 허목, 윤선도 등과 함께 효종이 왕위를 계승했으므로 장남으로 봐야 된다며 3년설을 주장, 서인과 갈등하였다. 송시열의 예론을 반박, 서인 정권의 전복을 꾀하자 송시열과 원수가 되었고 사문난적으로 몰렸다. 1674년 제2차 예송 논쟁 당시 남인의 논객으로 인선왕후가 맏며느리의 예로써 1년복 설을 주장, 2차 예송에서 남인이 승리하면서 요직에 발탁, 사헌부 대사헌, 이조판서, 우참찬 등을 지냈다. 이때 호포법의 실시, 전제의 개혁 등을 꾀했으나 제대로 시행되지 못했고, 사헌부 대사헌으로 재직 중에는 청나라를 정벌할 것을 주장했으며, 1679년 의정부우찬성에 이르렀다. 1675년(숙종 1년) 홍수의 변 때 숙종에게 “대비를 조관하라”고 충고하여 임금의 미움을 샀다. 이 일로 평소 숙종의 눈 밖에 났던 관계로 1680년(숙종 6년) 허견의 옥사와 무관했으나 함께 엮여서 그해 5월 갑산에 유배가던 중 사형을 선고받고 법살당했다.
사후 1689년(숙종 15년) 3월 신원되어 증 대광보국숭록대부 의정부 영의정에 추증되었으나 1694년(숙종 20) 갑술환국으로 서인이 집권하고 남인이 거세되면서 관작이 다시 추탈되었고, 여러 번의 추탈과 복작을 반복하다가 1908년(융희 2년) 4월 이완용의 상주로 최종 복권되고, 죄안에서 삭제되었다. 그의 학문은 이서우를 거쳐 성호 이익과 안정복, 신후담, 정약용 등에게로 계승되었다.
송시열, 윤선거 등과는 광해군 시절부터 오랜 친구였으나 그가 주자, 성리학에 대한 의문, 의혹을 제기하면서 결별하였다. 예송 논쟁의 과정에서 송시열의 사형을 주장하는 윤선도, 허목 등을 옹호하고 그들의 주장에 동의하면서 송시열과는 타협할 수 없는 원수가 된다.

## 생애

### 생애 초기

#### 출생과 가계

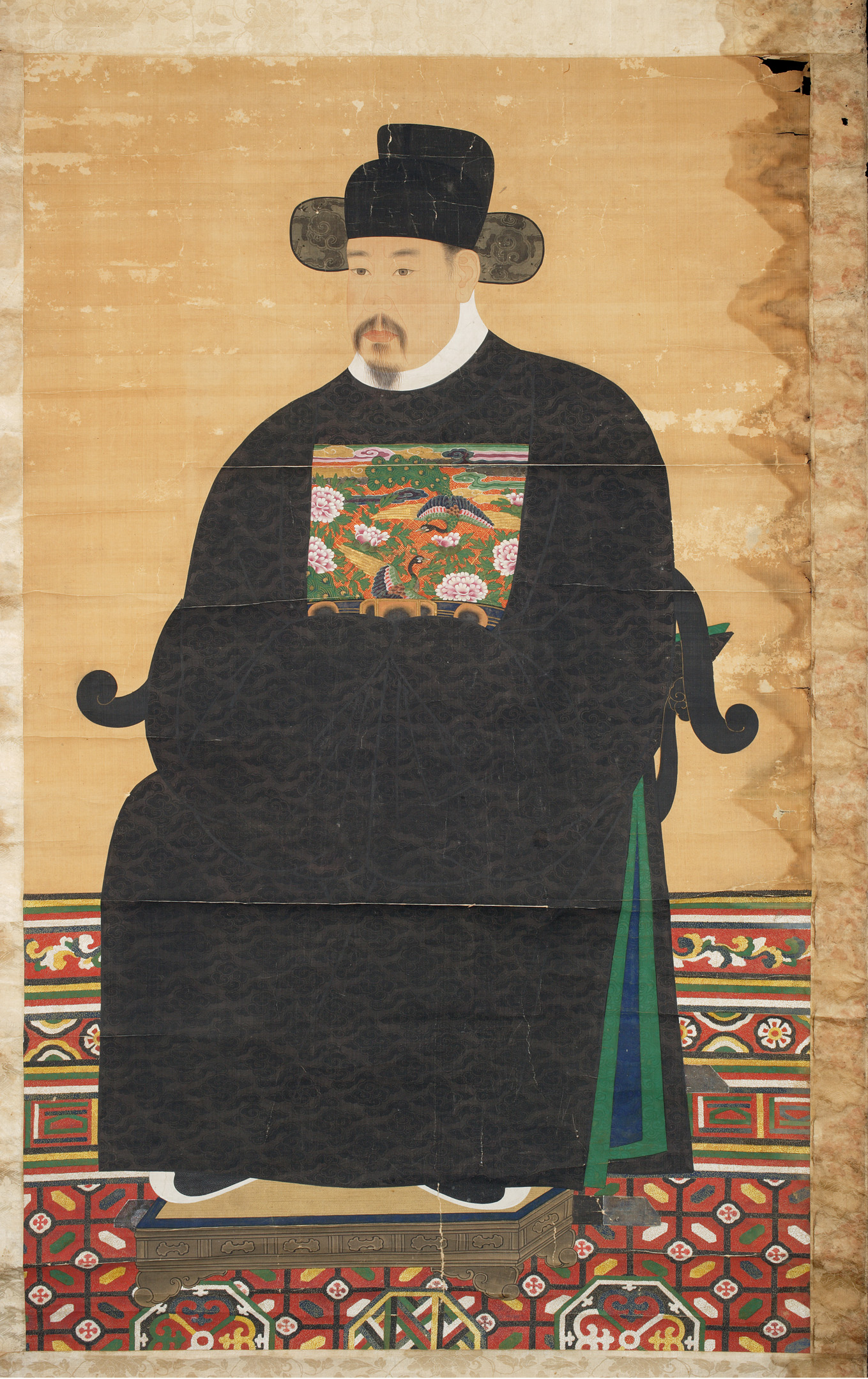
아버지 윤효전

백호 윤휴는 1617년 10월 14일 한성부에서 태어났다. 아버지는 사헌부대사헌 윤효전(尹孝全)이고, 어머니는 경주 김씨로 첨지중추부사 간서재(澗西齋) 김덕민(金德民)의 딸이다. 간서재 김덕민은 그의 외할아버지이자 첫 스승이었다. 처음 이름은 정(鍞)이었으나 25세 때 휴(鑴)로 고쳤다. 아버지 윤효전은 첫 부인 윤씨를 잃고 두 번째 부인 경주김씨에게서 윤휴를 얻었다. 그밖에 첩에게서 서자와 서녀 몇 명을 보았는데, 아버지 윤효전의 첩들 중 한명은 충무공 이순신의 첩이 낳은 서녀였다. 처음 자(字)는 두괴(斗魁)이고 뒤에 자를 희중(希仲)이라 하였다.
고조부인 윤자관(尹子寬)은 정암 조광조(趙光祖)의 문하에서 성리학을 수학했다가 기묘사화에 연루되었다. 그 뒤 사림이 득세한 뒤 그의 가계는 당색으로는 북인이었다가 소북(小北) 계열이 되었다. 증조부 윤호(尹虎)는 생원으로 성균관 유생으로 수학하다 관직에 나가 이조참판에 이르렀다. 할아버지 윤희손은 유학자로 이황의 문인인 이중호(李仲虎)의 문하생이며, 할아버지 윤자관의 이종사촌이자 문인인 당문부수(唐文副守) 이준(李準)의 문하에서도 수학하였고, 조광조를 흠모하여 스스로 호를 정제라 하였다. 할아버지 윤희손은 선무랑을 역임했으나 33세의 나이에 요절하였다. 사후에 아들인 윤효전의 공훈과 현달로 의정부영의정에 증직되고 대성부원군에 추증되었다. 아버지 윤효전은 서경덕(徐敬德)의 손제자로, 서경덕의 제자인 문하인 민순(閔純)에게 수학하였다.
아버지 윤효전은 광해군 때에 임해군의 옥사를 주관했고, 대사헌, 지의금부사 등을 지냈으나 1617년(광해군 9)에 사헌부대사헌으로서 대비의 유폐를 반대하다가 경주부윤으로 밀려났다. 그러나 당색이 북인(北人)이었고, 광해군 정권에 참여했으며 임해군의 옥사를 지지했던 탓에 후일 서인이 아들 윤휴의 가계전력을 문제삼는 원인이 되었다. 윤휴는 아버지 윤효전이 후처 김씨에게서 늦게 얻은 만득자로, 그에게는 6년 연상의 서형(庶兄) 윤영(尹鍈)이 있었다.

#### 불우한 유년기
아버지 윤효전은 관료이자 학자로 당색은 북인 소북(小北)이었다. 그가 태어날 무렵 경주를 방문했던 아버지 윤효전의 스승 중 한사람인 한강 정구(寒岡 鄭逑)는 만득자인 그에게 특별히 두괴(斗魁)라는 아명을 지어주었다.
그의 외할머니 신씨(申氏)은 임진왜란 당시 충청남도 대전에 피난해 있다가 왜적(倭賊)을 만나 절의를 지켜 자결하였는데, 그 일이 조정에 아뢰어져 마을에 정문(旌門)을 내렸고 그 사실이 '삼강행실도(三綱行實圖)' 증보판에 수록되었다.
윤휴는 3세 때 경주부윤으로 있던 아버지 윤효전이 갑자기 별세하자 여주 선산에다가 장례를 치르고 잠시 서울로 올라가 살았으나 1623년 이괄의 난이 일어나자 여주로 피난, 은신하였다. 이후 불우한 유년기를 보내다 정묘호란과 병자호란 때는 외가가 있는 충청북도 보은군(報恩郡)의 삼산(三山)에 머무르면서 외조부 김덕민으로부터 글을 배웠다. 정묘호란과 병자호란 무렵 그는 가솔들을 이끌고 외할아버지와 계외조모, 어머니와 함께 보은군에 머물렀다.
1623년(광해군 15년) 인조 반정으로 북인 정권이 강제로 몰락하고 서인이 집권하였으므로 그는 당색으로부터 초연할 수 있었으며, 관직에 나갈 생각을 단념하고 있었다.

#### 소년기

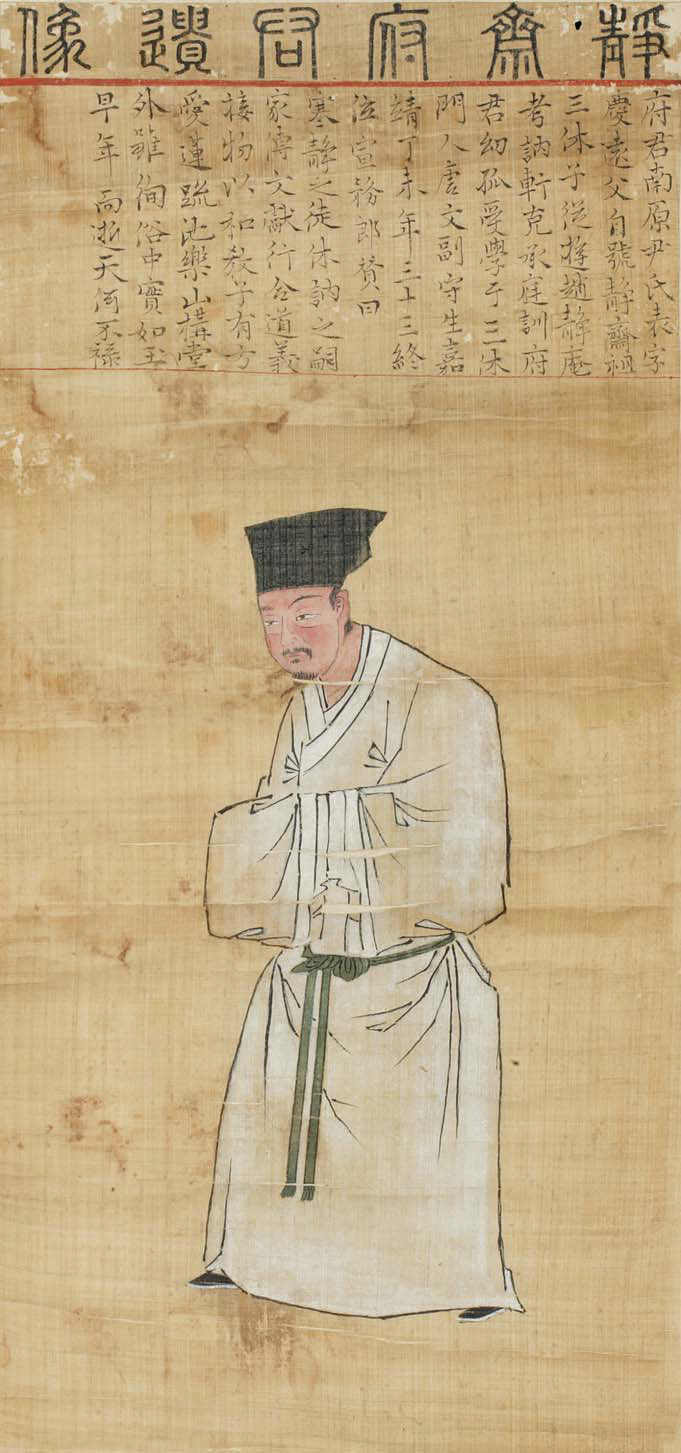
할아버지 선무랑 윤희손
(33세에 요절하고 사후 영의정 대성부원군에 증직된다)

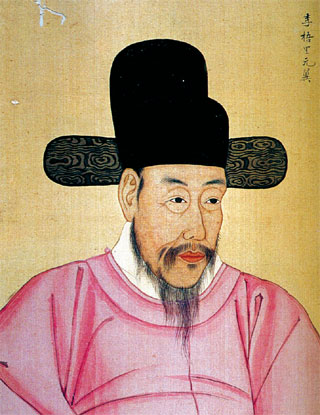
스승의 한사람인 오리 이원익

그는 어려서부터 총기가 있어서 한자를 가르치면 열자를 깨우쳤고 불과 2년 만에 경서를 외워 놀라게 하였다고 한다. 그 뒤 조식(曺植)과 학문적으로 가까웠던 성운(成運)의 서실(書室)에서 독서하면서 이때 〈황극경세서 皇極經世書〉를 접했다. 이후 그는 이수광(李睟光)의 아들인 이민구(李敏求)의 문하와 이원익(李元翼)의 문하에 출입하며 이민구와 이원익에게서 성리학을 배웠다.
이수광은 왕족 출신 실학자였고, 이원익 역시 왕족으로 남인의 거두이자 인조반정 이후 서인 내각에 의해 특별히 초빙된 남인 인사였다. 이원익은 또한 그의 서형인 윤영의 장인으로, 이원익의 첩이 낳은 서녀가 윤영의 아내였다. 서형수의 친정아버지인 덕에 그는 어린 나이에 의정부영의정을 지낸 남인 거물 이원익의 문하에 찾아가 수학할 수 있었다. 이원익의 문하에 출입하면서 15년 연상인 그의 손녀사위 미수 허목을 만나 사귀었다.
이괄의 난 때에는 여주에 피신하였다가 한성으로 되돌아왔고 정묘호란이 터지자 보은 삼산(三山)의 외가로 가서 숨어 있다가 되돌아왔다. 1633년에는 추탄 오윤겸(楸灘 吳允謙)을 찾아가 그의 문하에도 출입하였다.
이원익은 서인조차 그 영향력을 무시할 수 없어 인조반정 이후에 다른 당원임에도 특별히 영의정으로 천거되었다. 또한 스승 이민구는 지봉유설을 쓴 남인계 왕족 실학자 이수광의 아들이며, 허목은 그들로부터 실학의 근간이 되는 사상을 접한다. 이원익과 오윤겸은 곧 죽었지만 그는 이민구, 허목 등과 교류하며 사물과 시국을 논하며 의견을 주고받았다. 28세 때 다시 경기도 여주군 금사면 백호에 정착하였고, 이후 그의 후손들은 그곳에 대대로 살게 되었다. 그의 호(號) 백호는 금사면 백호리에서 따서 호를 지었다.

### 학문 연구 활동

#### 청소년기
1635년(인조 13년) 19세 때, 당대의 석학으로 서서히 이름을 알리기 시작하던 송시열(宋時烈)을 찾아가 속리산 복천사(福泉寺)에서 만나 3일간의 정치와 사물을 토론하였다. 그의 막힘없는 달변에 탄복한 송시열은 “30년간의 나의 독서가 참으로 가소롭다.”고 자탄할 정도로 높은 경지에 이르고 있었다. 송시열의 주선으로 그는 송준길(宋浚吉), 허적, 윤선거(尹宣擧), 윤선도 등을 소개받았다.
이어 허목, 권시(權諰), 권준(權儁), 이유(李𣞗), 장중함(張沖涵), 이해(李澥), 윤선도, 허적 등 남인계 인사들과 가깝게 지냈고, 기해예송(己亥禮訟) 문제가 비화되기 전까지는 송시열, 송준길(宋浚吉), 이유태(李惟泰), 유계(兪棨), 윤선거(尹宣擧) 등 서인계 인사들과도 가깝게 지냈다. 또한 송시열은 윤휴의 이모의 아들들이던 송규정, 송규렴 형제의 스승이기도 했다. 윤휴의 명성은 입에서 입으로 널리 알려졌고, 허적의 조카이자 송시열의 문인이며 같은 여주 출신인 민정중(閔鼎重), 민유중(閔維重) 형제는 그의 집을 자주 찾아왔다.
송시열은 그의 가계가 북인 계열이었다가, 전향 후 서인이 되지 않고 남인을 지원한 것을 상당히 안타까워하였다. 권시(權諰)와 처남인 권준(權雋)그리고 이유(李𣞗)·장충함(張冲涵)·이해(李澥) 등 남인계 인사들과의 친분관계가 있었으며 서인측 인사들과도 1659년(효종 10년)의 기해예송 이전까지는 친교가 잦았다. 유천 시절부터 송시열, 송준길, 이유태(李惟泰), 유계(兪棨), 심지원, 윤선도, 윤문거(尹文擧), 윤선거 등 서인 계열의 학자들과도 만나 세상과 사물을 담론하며 교분을 나누었으며, 송시열의 문인들인 민정중(閔鼎重)·민유중(閔維重) 형제는 특히 윤휴를 각별히 여겨 그가 살던 여주를 자주 찾았다고 한다. 노봉 민정중은 한때 그의 사심없는 삶을 시로 표현해 안빈낙도의 전형으로 칭송하기도 하였다. 여양부원군 민유중은 “윤휴의 기모를 보면 좌상춘풍(左上春風)이요 그 언론을 들으면 경전에 출입하고 금고(今古)를 관천(貫穿)하여 사람으로 하여금 감동하여 귀 기울이게 하니 어찌 경도치 않으리오.” 라며 칭찬하였다. 그의 수려한 외모와 막힘없는 시 재주, 글재주, 달변은 여러 선비들을 매료시킨 하나의 매력이었다. 그러나 권대운은 그가 지나치게 자기 고집을 꺾으려 하지 않음을 단점으로 지적한다.
1636년 병자호란이 터지자 다시 외가가 있던 보은군의 삼산으로 피신하였다. 이때 국가의 치욕에 한을 느껴 관직을 단념하고 학문 연구에 전념하였다. 공주 유천(지금의 대전시 유천동)으로 들어가 학문에 전념하기도 했으나, 주로 여주에서 젊은 시절을 보냈다. 이때 그는 송시열과 두손을 잡고 눈물을 흘리며 복수설치를 할 것을 굳게 다짐하였다. 이때부터 10여 년간 그는 오로지 학문에만 열중하여 유교의 경전인 중용, 대학, 효경 등에 독자적인 해석을 가할 수 있게 되었고 장구(章句)와 주(註)를 수정하는 작업에 몰두하였다. 그의 학문적 명성이 널리 알려지자 조정에서는 여러 차례 벼슬을 내렸으나 모두 사양하였다.

#### 이이, 성혼의 문묘종사 반대 운동
인조 즉위 초부터 시종 율곡 이이와 우계 성혼의 문묘 종사를 놓고 논란이 발생했다. 이때 남인 중에서 율곡과 우계의 문묘 종사를 반대한 핵심 인물들은 미수 허목과 고산 윤선도, 백호 윤휴 등이었다.
율우의 문묘종사 논쟁이 벌어지자 허목은 이이를 유학자의 옷을 입은 불교 승려라고 비판했다. 윤휴도 허목과 같은 시각에서 이이를 비판했다.
울곡 이이가 성학집요(聖學輯要) 서문에서 말하기를 '먼저 요로(要路)를 찾아서 문정(門庭)을 확실히 연 후에 정해진 방향 없이 널리 배우라'고 했는데, 이 말은 크게 잘못되었다. ...(이하 중략)... 율곡의 말처럼 한다면 근본을 세움이 확실하지 못하고 방향이 정해지기도 전에 요로와 문정을 얻게 되는 것이니 이 무슨 말인가? ...(이하 중략)... 이는 불가(佛家)의 거꾸로 배우는 방법이지 공자의 가르침이 절대 아니다.

윤휴에 의하면 이이의 사상은 불교 사상이지 유교 사상이 아니라는 것이었다. 어린 시절 한때의 방황을 이들은 이해하지 않았다. 이율곡은 서인의 종주이자 학문적, 정신적 지주로 그에 대한 비난은 서인의 맹공격을 초래하게 된다.

#### 관직 추천 사퇴와 학문 몰두

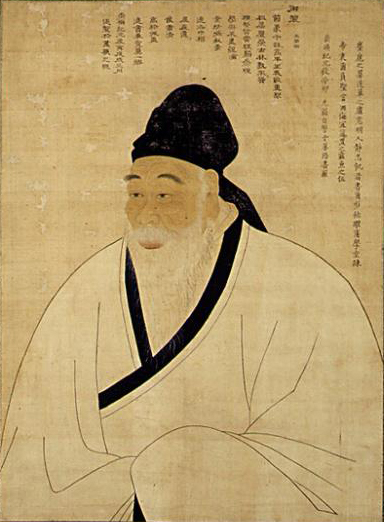
오랜 친구 우암 송시열
(1,2차 예송 논쟁을 거치면서 정적으로 돌변한다.)

1636년 벼슬에 나아갈 뜻으로 만언소(萬言疏)를 지었으나 바로 그해에 병자호란이 일어나 피난하였다. 1637년 정축하성으로 청나라 황제에게 인조가 삼두고배를 하고 군신의 의를 맺자 신하로서의 치욕과 부끄러움을 자책, 이후 치욕을 씻을 때까지 벼슬에 나아가지 않을 것을 결심하였다. 그 뒤 10여 년간 그는 오로지 학문에만 열중하여 유교의 경전인 중용, 대학, 효경 등에 독자적인 해석을 가할 수 있게 되었고 장구(章句)와 주(註)를 수정하는 작업에 몰두하였다. 그의 학문 연구에 그의 오랜 친구였던 송시열은 찬탄해 마지않았다. 그 뒤 한성부 쌍계동(雙溪洞)의 하헌에 거처를 잡고 여주를 자주 왕래하였다.
1637년부터 송시열과 송준길은 그의 학덕이 높음을 치하하며, 윤휴를 천거하여 관직에 임명되었으나 그는 학문 연구를 이유로 관직을 사양, 사퇴하였다. 이후 그의 학문적 명성이 널리 세상에 알려지자 조정에서는 여러 차례 벼슬을 내렸으나 모두 사퇴하고 나가지 않았다. 1652년(효종 3년) 봄 부교리로 있던 민정중(閔鼎重)이 상소하여 그를 등용할 것을 적극 건의한다.
현재 윤휴·윤선거와 같은 사람들은 모두 유학(儒學)으로 당대의 촉망을 받고 있습니다. 전하께서 특명으로 백의(白衣)를 소견하시기를 고사(古事)처럼 하시어 제각기 갖고 있는 생각을 진달하게 하여 그들의 재주가 쓸만하면 채용하고 그렇지 않으면 돌려보내는 것이 가합니다. 윤휴와 윤선거는 모두 세신(世臣)인데, 만약 그들의 인품을 논한다면 윤휴는 재주와 식견이 탁월하고 윤선거는 국량이 견고하고 확실합니다.

민정중의 건의를 받아들인 효종은 사람을 보내 윤휴를 불러들이나 그는 사양하고 부름에 응하지 않았다. 1653년 우의정 심지원(沈之源)과 병조 판서 원두표(元斗杓)의 건의로 발탁되었다. 우의정 심지원은 "허목(許穆)·윤휴(尹鐫)가 힘써 배워 재주가 많으며 행실이 남보다 낫다 하니, 이러한 사람은 발탁하여 써서 권장되게 해야 하겠습니다."라 하고, 병조 판서 원두표(元斗杓)가 아뢰기를, "윤휴는 윤효전(尹孝全)의 아들인데 고서(古書)를 많이 읽었다 합니다."라 하여 그들을 발탁하여 교육과 학문 연구 등 조정에 문풍 진작에 힘써야 된다고 주장하였고, 윤휴는 경연관으로 등용되어 관직에 나간다.
이때 김좌명(金佐明), 이단상(李端相) 등도 윤휴의 학행을 적극 추천하였으나, 이후원이나 이단상의 형 이일상(李一相) 등은 그를 탐탁치 않게 생각하였다. 1649년 효종 즉위 초부터 그는 이기설을 저술하여 조선 유교의 정통인 이퇴계(李退溪)·이율곡(李栗谷)의 이기설(理氣說)을 모두 반대하였다.

#### 중매결혼 옹호와 연애결혼 비판
조선후기 이후 신분제 사회가 붕괴되면서 연애 결혼이 나타났고, 과부의 재혼도 증가하였다. 보쌈이라는 용어가 민간에서는 과부를 자루에 넣어 납치하는 형식의 일종의 재혼을 상징하기도 했다. 그는 이를 강하게 비판하며 중매결혼의 정당성을 역설하였다. 한편 그는 신분제 붕괴와 가족 제도의 변화를 인륜이 땅에 떨어지는 현상이라며 안타까워하였다.
| “ | 남자가 전적으로 혼자 장가들지 않고 여자는 전적으로 혼자 시집가지 않는다. 반드시 부모를 통하고 중매를 필수로 한다. 이는 무엇 때문인가? 부끄러움을 멀리하고 음란함을 방지하기 위해서다. | ” |

그가 후에 '독서기'에서도 이와 같은 내용을 언급, 지적한 것처럼 조선시대의 결혼은 대부분 부모가 개입된 중매결혼이었다. 그는 연애 결혼을 일종의 음란함으로 규정하고 이를 방지하기 위해 자녀결혼에 부모의 개입의 정당성을 주장하고 중매결혼을 옹호하였다.

#### 주자학 비판과 관료 생활 사퇴

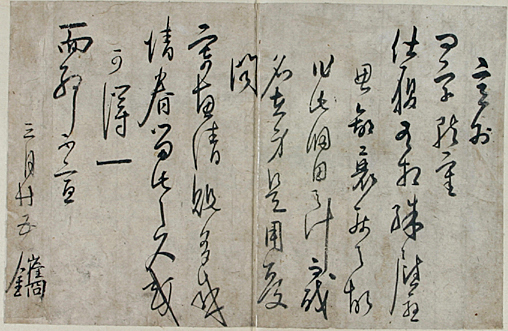
윤휴의 편지 간찰 (작성연대 미상)

20대 초반에 '사단칠정인심도심설 四端七情人心道心說'을 지어 이기심성(理氣心性)의 문제에 대해 이황와 이이의 견해를 비판하고 독자적인 견해를 형성하였다. 이는 그의 스승이던 김덕민, 이원익, 이민구의 견해와는 상당히 다른 것이라서 화제가 되었다. 학문적 명성이 널리 알려지면서 효종 즉위 초, 그는 송시열, 송준길, 윤선거에 의해 학행으로 천거되어 시강원진선(侍講院進善)·사헌부지평(司憲府持平) 등 여러 관직에 제수되었으나 사퇴하고 나가지 않았다. 중용장구보록, 중용대학후설 등에서 주희와 다른 해석을 하여 송시열과 논쟁을 벌이는 등 학문에 뛰어났다. 그는 관직에 여러번 천거되었으나 그때마다 모두 사양하고 저술 활동과 강연에 전념했다.
재학(才學)과 행의(行誼)로 천거되어 관직에 발탁되었다. 1656년(효종 7년) 1월 세자시강원 자의(咨議)에 특별 발탁되었다. 그러나 상경한 뒤 잠시 있다가 사퇴하였고 다시 주부에 임명하였으나 역시 사양하고 고향으로 되돌아갔다. 그러나 얼마 못가 민정중의 거듭된 출사 요청으로 한성부에 왔다가 1656년 종부시주부, 사헌부지평, 예빈시정(禮賓寺正) 등 여러 벼슬에 임명되었으나, 관직을 사퇴하고 내려가 학문 연구에 전심했다. 1658년(효종 9년) 세자시강원 진선에 임명되었으나 역시 사양하였다.
그는 주자만이 답을 아느냐며, 주자의 학설에 추종하여 이를 묵수하려는 태도를 배격하고, 《대학》,《중용》,《효경》 등의 경전을 독자적으로 해석하여 구절과 해석을 수정, 주자와 대등한 입장에서 유학의 독자적인 경지를 개척하는 데 과감했다. 이는 당시 학계에 큰 파문을 일으켰다. 그가 성리학을 심하게 비판하자 그와 친분이 있었던 민정중, 김수항 등이 그에게서 등을 돌렸다.
송시열은 그가 잘못된 사상을 가졌다며 여러 번 만나거나 서신으로 설득하였다. 송준길과 윤선거 역시 여러번 찾아가고 서신을 보내 그를 설득했으나 실패했다. 이후 송준길은 그의 집 출입을 끊었고, 윤선거는 절교를 선언한다.

### 정치 활동

#### 관료 생활 초반
그 뒤 민정중의 출사 요청과 송시열, 송준길, 윤선거 등의 계속된 설득으로 관직에 나갔다. 1659년(효종 10년) 공조정랑을 거쳐 사헌부지평에 임명되었으나 사직 상소를 올렸다. 그러나 예송 논쟁이 벌어지자 그는 관직에 취임하여 한성부로 올라온다.
당시 송시열이 그를 천거하자 이후원은 송시열이 이단으로 지목한 그를 등용했다가 화를 불러올 것이라며 반대했고, 이유태는 윤휴의 사상이 의심스럽다며 그를 추천하는 일은 중단할 것을 권고한다. 이렇게 만류했음에도 송시열은 윤휴를 경연관으로서의 적임자라고 계속 추천한다.
그는 북인계열로 서인이나 남인 중 어느 쪽에도 치우치지는 않았다. 본래 당색에 구애됨이 적었으나, 예송을 통하여 서인측과 틈이 생겨 출사 뒤에는 남인으로 활약하였다. 그는 기해예송 때 포의(布衣)로서 송시열의 주장의 오류를 가장 먼저 지적하였으며, 후일 1674년 갑인예송 때에도 같은 기준에서 서인측 견해의 잘못을 지적하였다. 남인으로서 그는 허적(許積), 권대운 등을 중심으로 한 탁남(濁南)과는 입장을 달리하여 허목(許穆)과 함께 청남(淸南) 일파를 형성하게 된다.
그가 주자의 사상을 맹목적으로 존경하지 않고, 심지어는 공자나 맹자의 사서육경에도 자신만의 독특한 견해를 보이자 이는 서인은 물론 일부 남인들에게도 공격의 빌미를 제공하게 된다.

#### 1차 예송 논쟁

##### 예송 논쟁과 효종 장자설
남인의 중심인물이 되어 제1차 예송논쟁 때 서인들이 주장하는 1년복 설에 반대하여 3년복설을 주장하였으나 패배한 후 제2차 예송논쟁 때는 1년복을 주장하여 승리했다. 남인이 정권을 잡은 숙종 초 성균관사업(成均館司業)으로 관직에 나가 같은 해 대사헌이 되어 청나라를 정벌할 것과 송시열을 이배(移排)하고 서인 중진 민유중(閔維重)과 이단하(李端河)를 삭탈관작하자고 주장했다.
앞서 1660년(현종 11년) 복상문제가 일어나자 허목(許穆)·윤선도(尹善道)와 함께 송시열, 송준길 등의 예론(禮論)을 통박하다가 사문난적으로 낙인이 찍혔다. 논쟁 초기에 송시열은 윤휴의 주장을 접수하였으나, 남인이 복상 문제로 송시열을 제거하려 하자 송시열은 그를 공격하였다.

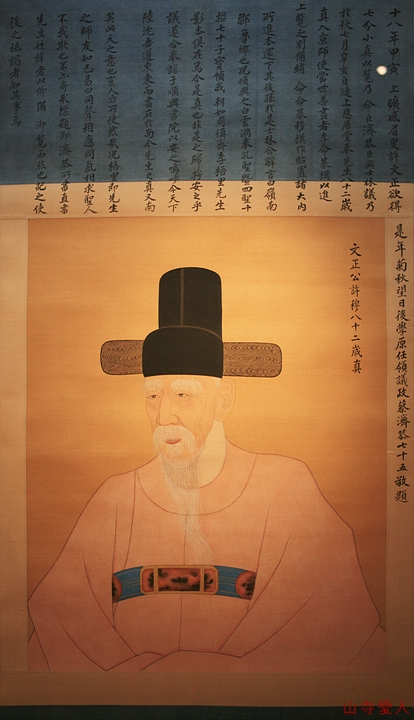
미수 허목
(윤휴, 윤선도와 함께 예송논쟁 당시 3년복 설을 주장했다.)

효종이 인조의 맏아들로 왕위를 이었다면 별 문제가 없었겠지만 그는 차남이고 인조의 맏아들인 소현세자의 상중에 자의대비가 맏아들에게 행하는 예로써 3년상을 치렀기 때문에 다시 효종의 상을 당하여서는 몇 년 상을 해야 하는가가 문제가 되었다. 이 문제에 직면하자 서인의 송시열과 송준길은 효종이 차남이므로 원칙대로 당연히 기년상이어야 한다고 주장했다. 하지만 남인의 허목과 윤휴는 효종이 비록 차남이지만 왕위를 계승하였으므로 장남과 다름없기에 3년상이어야 한다고 반론을 제기했다. 서인과 남인의 복상 논쟁은 극단적인 감정으로 치달았고, 결국 돌이킬 수 없는 정쟁으로 확대되고 말았다. 그리고 이 정쟁은 지방으로 확대되어 재야 선비들 사이에서도 중요한 쟁점으로 부각되었다.
이때 윤휴와 허목은 약간 견해를 달리했는데, 같은 3년복 설을 주장했지만, 허목은 어머니가 혈통을 계승한 장남에 대한 예로서 자최삼년설(齊衰三年)이어야 한다고 주장했고, 윤휴는 효종이 조선의 국왕이고 자의대비는 임금과 감히 촌수를 계산할 수 없는 신하라며 참최삼년(慘衰三年)을 주장했다. 이어 윤휴는 그 근거로 신모설(臣母說)을 주장하고 무왕이 자신의 어머니 읍강을 신하로 간주했다는 점을 근거로 들었다. 허목은 다소 절충을 해야 한다고 하며 자최삼년을 주장했다.
그러나 남인은 송시열을 탄핵하여 역모로 몰아가려다가 실패하였고, 3년설을 주장하며 송시열이 효종의 왕통을 부정한다는 정치 공세성 모함을 하며 송시열을 제거하려 하자 그는 기년설을 관철시키고 남인을 제거하고 정권을 장악하였다. 이 사건 이후 송시열은 서인의 최고 지도자로서의 자리를 굳혔다.

##### 논쟁과 갈등
그는 효종이 일단 왕위를 계승하였고 국가의 지존이니 자의대비는 사사롭게는 효종의 어머니(계모)가 되지만 공적으로는 국가의 신민의 한사람이 된다고 주장하였다.(신모설) 그가 신모설을 주장하자 서인은 아들이 어머니를 신하로 삼는 예가 어디있느냐며 패리, 패륜이라며 그를 공격했다. 송시열은 '주나라 무왕의 고사를 들어 아들이 어머니를 신하로 삼는 예는 없다'며 후인이 어찌 이를 반박하느냐며 일축하였다. 이어 송시열은 자의대비는 이미 효종이 왕자시절 왕자(신하)의 입장에서 국모로 받들었기 때문에 자의대비가 효종의 신하가 될 수가 없다고 반론을 제기하였다.
이때 윤선도 등은 예송 논쟁 때 송시열과 송준길이 효종에게 소현세자빈 민회빈 강씨의 명예회복과 복권을 강력하게 주청했다는 점을 걸고 넘어지며, 그들이 효종 대신 소현세자를 정통으로 생각했다고 공격했고, 윤휴 역시 이에 동의, 묵인하였다. 그가 이를 묵인하거나 동조하는 태도를 취한 것에 분개한 송시열은 그에 대한 신뢰를 버렸다. 그럼에도 그는 송시열과 교류했는데, 그의 이모의 아들인 송규정, 송규렴 형제가 송시열의 제자들이기도 했기 때문이다. 그러나 그가 송시열과 대립하면서 송규정, 송규렴과의 관계도 소원해진다.
남인들이 송시열 등이 소현세자를 정통으로 봤다는 상소를 계속 올릴 때 윤휴는 묵인하거나 수수방관하였다. 소현세자와 소현세자빈, 김홍욱 복권의 당론 외에도 소현세자와 소현세자빈은 인조에 의해 억울하게 희생되어 죽었고, 세자빈을 구명했다가 희생된 김홍욱을 의를 위해 희생된 선비라고 확신하던 송시열과 송준길은 윤선도, 윤휴와 남인들의 정치공세에 크게 분노했다.

##### 송시열과 결별
1차 예송 당시 송시열의 주장에 오류가 있음을 지적하였고, 이후 서인과는 틈이 생겼다. 그러나 송시열, 송준길은 처음에는 학문상의 견해차이로 보고 수용하였다. 그러나 학문 논쟁에서 출발한 예송 논쟁을 남인이 정치공세로 비화, 이 과정에서 남인 당원들이 송시열을 사형시키라고 주장하자 송시열의 남인에 대한 반감과 분노는 극에 달하게 되었다. 송시열이 윤휴를 사문난적으로 공격하면서, 윤휴 역시 송시열을 죽여야 된다는 윤선도, 허목 등의 강경파의 입장에 동조하게 된다. 송시열은 윤휴를 참적(讒賊), 적휴(賊鑴), 흑수(黑水)라 불렀고, 소년기의 우정은 증오와 경멸로 변하였다.
윤휴는 종래 주자의 해석방법을 배격하고 <중용> <대학> <효경> 등 경전을 독자적으로 해석하여 장구(章句)와 주(註)를 수정, 당시 학계에 큰 파문을 일으키기에 이르렀다. 송시열은 처음에 윤휴의 의견을 이설로서 받아들였다.
윤휴는 주자의 해석을 그르다 하고, 장구를 멋대로 고쳤다. 심지어 "경전의 깊은 뜻을 어찌 주자만 알고 우리는 모른단 말인가?"하는 말로 주자의 아성에 도전하는 듯한 인상까지 풍겼다. 그러나 그의 사상이 과격하다고 본 송시열은 그를 설득하게 된다. 송시열은 윤휴를 직접 찾아가 설득해 보고, 편지로 달래 보기도 했으나 허사였다. 우암은 격분한 나머지 백호를 사문난적(斯文亂賊)이라며 규탄했다.
송시열은 "분서갱유(焚書坑儒)의 화가 미칠지라도 윤휴를 배척한 일을 후회하지 않는다.", "만약 (내가) 윤휴의 손에 죽는다면 더 이상 영광이 없다."며 윤휴에 대한 노골적인 적개심을 드러내게 된다.
1668년(현종 9) 허목이 현종에게 유형원이 국왕을 보좌할 재주(王佐之才)를 가진 인재라며 발탁을 건의하였다. 그러나 서인들은 그의 이론이 괴이하다며 반대하였다. 그해에 다시 윤휴가 유형원은 경세의 재능을 가진 식견있는 선비라며 추천하였으나 유형원은 결국 사양하고 관직에 나가지 않았다.

#### 송시열, 윤증과 갈등

명재 윤증

송시열과 결별한 뒤 그는 자신의 지인들로부터도 심한 배척과 절교를 당했다. 함께 이민구의 문하에서 수학하던 윤비경이 윤휴와 절교를 선언하고 그를 공격했으며, 이종사촌 동생이자 송시열, 송준길의 문하생인 송규렴, 송규정 형제 역시 윤휴와 연락을 끊고 그를 기피하기 시작했다.
윤증은 아버지 윤선거가 죽자 친히 스승 송시열에게 부탁하였다. 그러나 송시열은 윤선거의 피난을 못마땅히 여기며 비꼬았고 이는 회니시비의 원인이 된다. 한편 송시열은 윤선거에게 윤휴와 절교할 것을 여러번 권고하였다. 그러나 윤선거는 윤휴와 계속 만났고, 윤휴는 나중에 아버지를 추도하는 제문이라며 윤증에게 추도문을 보낸다.
내가 보기에 공은 어떤 사람에게 끌려다니는 것 같소.— 윤선거 추도문 중에서

윤선거의 문인들은 윤증에게 윤휴의 제문을 받아서는 안 된다고 만류하였지만 윤증은 옛 정을 생각하여 윤휴의 제문과 추도문을 받았다. 윤증은 송시열과의 관계상 받지 않으려다 받았지만 제문은 윤선거가 우유부단하다고 조롱하는 내용이었으므로, 윤증은 윤휴의 추도사를 받고 탄식했다 한다. 그 뒤 윤증으로부터 절교장을 받았다. 윤증은 이후 윤휴에게 절교를 선언하고 다시는 만나지 않았다. 오히려 윤휴가 허목 등과 함께 장희빈의 편을 들게 되자 그를 사악한 인물들이라며 비난하였다.

#### 2차 예송 논쟁

##### 2차 예송 논쟁
1674년(현종 15년) 2월 효종비 인선왕후가 죽으면서 시계모(媤繼母)인 자의대비의 복상 문제가 도마에 올랐고, 영남 유생 곽세건이 지난 효종상 때의 복제 문제를 언급하자 다시 예송논쟁이 발생했다. 이때 윤휴는 맏며느리의 예에 따라서 1년복을 입어야 된다고 주장했다. 효종이 왕으로서 정통성을 계승한 만큼 효종비인 인선왕후는 맏며느리로 대우해야 한다는 것이었다.
그는 허목과 함께 맏며느리의 예에 따라 1년복 설을 주장하였는데, 현종의 의중이 1년복 설에 있었으므로 승리를 거뒀다. 1674년(현종 15) 7월 중국에서 오삼계(吳三桂)의 반청(反淸)반란이 일어난 소식을 듣자 윤휴는 현종에게 '이 때가 전날의 치욕을 씻을 수 있는 기회'라며 북벌을 주장하는 상소인 대의소(大義疏)를 올렸다. 그러나 현종은 곧 사망했고 그의 상소는 묻혀졌다.
그 뒤 현종이 갑자기 죽자 송시열이 현종의 묘지명을 쓰는 것을 두고 사양하다가 서인들이 숙종의 진노를 유발하여 숙청되자, 윤휴는 성균관사업에 제수되어 조정의 요직에 복귀한다. 한편 이 무렵을 전후해서 그가 복창군과 친밀하게 지낸다는 헛소문이 암암리에 퍼져서 만난적이 없음을 해명하느라 곤혹을 치루기도 했다.

##### 북벌 상소와 개혁안 제시
1674년(숙종 즉위) 12월 1일 상소를 올려 병자호란, 정묘호란의 일을 언급하며 '복수설치'(復讐雪恥)를 주장하면서 북벌 계책을 담은 밀봉한 책자(冊子)를 함께 상소로 올렸으나 받아들여지지 않았다. 그의 밀봉 북벌 상소는 화제가 되었고, 12월 2일 숙종은 영의정 허적(許積)과 예조판서 권대운 등을 불러 그의 상소를 놓고 의견을 물었으나 부정적으로 봤다. 숙종은 허적에게 "윤휴의 상소는 화(禍)를 부르는 말이다"고 평했다. 이에 허적은 "그 뜻은 군신 상하가 잊을 수 없는 것이지만 다만 지금의 사세와 힘으로는 미칠 수 없으니 다만 마땅히 마음에만 둘 뿐입니다"며 숙종의 말에 찬동했고, 역시 남인이었던 예조판서 권대운(權大運)도 "형세를 돌아보지 않고 큰소리하기를 좋아하는 자는 심히 불가하다"며 비판하였다. 이후 여러 번 밀소(密疏)를 올려 호포법(戶布法)․상평제(常平制)의 실시를 주장하여 전정(田政)의 개혁을 도모하였고, 북벌을 위해 군권(軍權)을 통합한 도체찰사부의 설치와 전차의 제조를 주장하였으나 모두 거절당했다.
1675년 1월 2일 숙종이 그를 경연관에 임명하자 처음에는 고사하였으나 계속 출사하라 권고하여 다시 경연장에 출사하게 되었다. 1월 성균관사업(司業)이 되었다. 이때 예송 논쟁으로 유벌을 받은 윤선도(尹善道)와 그밖에 유직(柳稷) 및 홍유부(洪有阜) 등의 유벌(儒罰)을 풀어달라고 청하여 관철시켰으며, 그해 2월 홍우원의 복직을 청하여 성사시켰다. 그해 2월초 승지가 되었다. 2월 다시 승정원우부승지로 개차되었다. 그해 왕에게 건의를 올려 백성들에게 뽕을 심고 수리를 일으키게 할 것을 주청하였다. 또한 그는 강력한 왕권을 위해 간관 제도를 폐지하고, 특정 문벌에 의해 독식되다 시피하는 과거제도의 폐지, 그리고 비상설기구인 비변사를 원래의 목적대로 되돌리거나 아니면 비변사를 혁파해야 한다고 건의하였다. 또한 그는 주례(周禮)를 참고로 하여 〈공고직장도설 公孤職掌圖說〉을 숙종에게 올려 개혁을 촉구하기도 했다. 숙종 초에 남인이 득세하자 사헌부대사헌·이조판서·의정부좌찬성의 요직을 역임했다.

##### 윤선도 추증 문제
남인이 집권하면서 윤휴와 허목은 윤선도가 바른 말을 하다가 희생당했으므로 의당 의정직을 증직해야 된다고 주장했다. 그러나 허적이 계속 반대하여 윤선도의 증직은 판서급으로 결정되었다.
그러나 송시열의 제자였던 이종 사촌동생들인 송규창(宋奎昌), 송규정(宋奎楨) 형제와의 관계는 악화되어 있었다. 1660년 윤휴는 윤선도의 상소가 문제가 될 때 이종 사촌동생인 송규정(宋奎楨)에게 편지를 보냈는데 그 중에 '윤선도가 흉패(兇悖)하다.'라는 구절이 있었다. 송규창은 윤휴가 친형 송규정에게 보냈던 이 편지를 가져와 유생들에게 폭로하며 윤휴가 윤선도에게 의정직을 추증해야 된다는 주장을 반박하였다. 이런 저런 논란 끝에 윤선도의 증직은 이조판서로 최종 결정되었다. 한편 친족인 윤이건(尹以健) 등도 등용하려 하였으나 역시 송시열의 문인이었으므로 그의 청을 거절하고 그를 멀리했다.
후에 송규창은 송시열의 집안과 관계가 안 좋다는 소문을 부인하며 오히려 송시열과 편지를 주고 받았고, 오히려 윤휴가 송규정에게 보낸 편지를 폭로한 점을 송시열이 높이 평가하기도 했다.

#### 남인의 집권

남인 온건파의 영수로 그와 미묘하게 갈등했던 허적

1675년(숙종 1년) 1월 특별히 성균관사업(成均館司業)에 제수되었다. 2월 승정원승지(承政院承旨) 겸 사업(司業)가 되었다가 3월 이조참의가 되고, 그해 이조참판(吏曹參判)을 거쳐 한성부우윤으로 나갔다. 3월 청풍부원군 김우명이 홍수의 변으로 삼복 형제의 역모를 고변하였다. 그러나 확증이 없자 윤휴는 허목과 함께 숙종에게 김우명을 무고죄를 주고 반좌율로 처단할 것을 주청하였다. 홍수의 변(紅袖之變) 사건을 종결할 때 명성왕후 김씨가 소복차림으로 통곡하며 정청에 나타나 간섭하려 들자, 아무도 이의를 제기하지 못했다. 그때 그는 홍우원, 허목 등과 계속 명성왕후의 개입이 잘못됐다는 지적을 했고, 숙종에게 왕대비(명성왕후 김씨)가 정치에 관여하는 것은 옳지 못하다고 주장하며 "대비를 조관하라"고 충고하였다가 임금의 미움을 사게 됐다. 서인은 "대비의 조관"이란 단어를 문제삼아 패륜이라며 수시로 공격했다.
1675년(숙종 1년) 4월 한성부우윤으로 특별 승진했고, 비변사제조를 겸하였다. 그해 5월 윤휴는 허목을 성균관좨주로 추천했다가 허적의 반대에 부딛쳤으나, 왕이 특명을 내려 허목과 윤휴를 모두 성균관좨주에 임명하였다.
정계에 등장한 이후 호포법·상평제의 실시와 전정(田政)의 개혁 등을 꾀하였으나 시행되지 않았다. 그해 이조판서(吏曹判書)가 되었다. 1676년 효경주해무일입정도(孝經注解無逸立政圖)와 가어주수설해(家語舟水說解)를 지어 숙종에게 바쳤다.
1677년(숙종 3년) 행 부호군, 1678년 공조판서(工曹判書), 사헌부대사헌이 되었다. 그 뒤 의정부우참찬(右參贊), 이조판서, 다시 사헌부대사헌 등을 역임하였다.
한편 서인이 강화도에 있는 소현세자의 아들을 새 임금으로 추대하여 반역을 도모한다고 헐뜯으며 허목, 윤휴 등은 끝끝내 송시열을 죽음으로 몰아가려 했다. 서인 출신 유생들은 과거 볼 자격을 박탈당하는가 하면, 유적(儒籍)에서 이름을 삭제당한 사람이 수백 명에 이르렀다. 권력의 핵심에 선 윤휴는 북벌론을 다시 주장하면서 어린 숙종의 마음을 휘어잡았다.

#### 개혁 정책

##### 북벌론과 군사력 강화 주장
윤휴는 이미 유명무실해진 국초의 오위제(五衛制)를 회복하고 오위도총부를 강화하며 양반에게도 병역을 부과하고 호포를 거둬야 된다고 주장했다. 이는 양반 역시 임금의 보살핌을 받는 국가의 백성임을 강조하고 국민개병제(國民皆兵制)를 실시하자고 역설하였다. 또한 무사양성과 병력자원을 확보하기 위해 만인과(萬人科)를 설치하고 북벌을 위한 정예부대로서 체부(體府)를 설립하고 본격적인 북벌 지휘부를 구성할 것과 병거(兵車)를 제조할 것을 건의하였다. 또한 서얼 허통론을 실시하여 인재 확보의 폭을 넓혀야 된다고 주장하였다.
윤휴는 또 당시 중국 대륙의 상황을 근거로 들었다. 당시까지 명나라에 충성하고 청나라를 거부하는 중국의 대의 지사들이 존재함을 알리고, 청나라에게 위협적인 오삼계(吳三桂) 세력과 타이완 정금(鄭錦)의 세력, 그리고 몽골 지역의 제 부족들의 존재를 주장하고, 이들의 세력이 각각 확장되어 청나라를 압박하는 상황에서 조선이 정금과 교통하여 청나라를 친다면 승산이 있을 것이라고 주장하였다. 윤휴에게 비판적이었던 송시열 조차 그의 주장에 동조하였다. 그러나 실현 가능성이 없다는 같은 남인계 허적, 권대운 비롯한 중신들의 반대로 좌절된다. 한편 1679년(숙종 5년) 오삼계의 죽음 이후 그의 이러한 북벌 주장은 완전히 설득력을 잃게 된다.
이어 그는 오가작통사목(五家作統事目)의 개정을 건의하고, 통의 주민이 야반도주했을 때 통장과 다른 통의 백성들, 친척들에게 연좌제를 적용해 도망친 농민, 상인의 몫까지 부과하는 폐단을 없앨 것을 건의하였다.

##### 지패법 건의와 실패
그는 양반에게도 병역을 부과해야 된다고 주장하였다. 동시에 신분에 따라 구별하던 호패 제도를 모두 종이로 만든 지패로 바꿀 것을 건의하였다. 양반에게는 상아를 일반 선비에게는 녹각을, 평민과 노비에게는 나무 호패를 패용하게 하는 것은 위화감을 불러일으키는 원인이며 다같은 임금의 백성이므로 종이로 된 호패를 사용하게 해야 된다고 주장하였다. 그의 건의에 같은 남인에서 조차 사대부를 모독하는 처사라며 강하게 반발하였다.
당시 양반 사대부는 상아 호패, 평핀은 뿔 호패, 노비는 나무 호패를 찼는데, 이러한 호패 구분이 신분간에 위화감을 조장한다는 것이며, 이 위화감을 없애는 것이 전투에 유리하다는 견해를 폈다. 그리고 종이 호패를 소지하고 다니면서 포졸들의 검사가 있을 때만 종이 호패를 보여주는 식으로 하자는 것이었다.
그는 1627년 병자호란 당시에 있었던 일을 근거로 들기도 했다. '병자호란 당시 평양성에는 평안감사 윤훤이 6000여 명의 병력을 확보하고 있었는데, 인근 수령들이 병력을 이끌고 평양으로 집결하면서 병력은 총 8000명에 달했다. 그러나 이들은 정예병이 아니라 민가에서 강제로 징발된 오합지졸들이었다.
이때 사령관 윤훤이 성을 지키는 계책을 내놓았다. 그런데 하루는 군사들이 호패를 풀어서 성(城) 위에 쌓아 두고서 떠들썩하게, "호패가 적의 침략을 막을 수 있는데 우리들이 어찌 싸우겠느냐?"라고 말했고, 드디어 군사가 궤멸하기 시작하였다.'는 것이다. 그러나 호패를 새로 지패로 만들면 비용도 들고 시간이 든다는 점과 양반과 상민을 구분할 수 있는 것이 사라진다는 이유를 들어 같은 남인의 허적, 권대운 조차 반대하였다. 허목 역시도 지패법을 반대하였고 결국 지패법은 무산되고 만다.

##### 제도 개혁과 군제 정비
병거(兵車)의 정비를 청하여 신기전을 다시 제조하고, 전차와 화차(火車)의 개발을 고안해 보급할 것을 건의하여 성사시켰다. 정예 병력 양성을 위해 그는 군사 제도의 개편을 주장하였다. 그는 무과인 만과(萬科)를 시행하여, 양반 상민 노비 신분에 가릴 것 없이 무예와 담력에 능한 자를 정병으로 선발할 것을 건의하였다. 그러나 기존의 무과 이외에 새로운 무과가 필요하냐는 반론과, 만과 합격자 중에 노비와 평민, 상민들도 존재하자 이들의 부하가 되기 싫어하는 신임 무과 합격자들 및 병사들의 반발로 실패한다.
비변사(備邊司)를 폐지하고 체부(體府)를 신설하여 북벌에 대비하게 할 것을 건의하였다. 그는 이미 조정 중신들의 비밀 회의기관으로 전락, 유명무실화된 비변사를 폐지하고 도체찰사부(都體察使府)를 설치하여 조정의 관료가 도체찰사부의 체찰사와 부체찰사를 겸하여 군권을 쥐고 상시 전시체제로 운용할 것을 건의하였다.
문란한 군정을 바로잡기 위해 백골징포와 황구첨정 등 사망자 몫의 군포와 10세 미만의 어린아이와 젖먹이 남자 아이의 몫으로 군포를 거두는 것의 부당함을 건의하여 금지시켰다. 그는 양반도 임금의 백성이므로 그들에게도 군역을 부과해야 한다며 양반에게도 병역을 부과할 것과 병역에 징집이 불가하다면 병역 대신 호포를 거둘 것을 건의하였다. 양반 사대부와 중인들에게 병역을 부과하면 군포 수를 채우기 위해 억지로 백골징포나 황구첨정과 같은 무리한 폐단을 행하지 않아도 된다는 것이 그의 논리였다. 이어 상평창(常平倉)·호포법(戶布法)을 실시하도록 하였다.

##### 북벌론의 정략적 이용
허목, 윤휴 등은 서인이 강화도에 있는 소현세자의 아들을 새 임금으로 추대하여 반역을 도모한다고 헐뜯으며 송시열을 죽음으로 몰아넣으려 했다. 서인 출신 유생들은 과거 볼 자격을 박탈당하는가 하면, 유적(儒籍)에서 이름을 삭제당한 사람이 수백 명에 이르렀다. 이때 권력의 핵심에 선 윤휴는 북벌론을 주장하며 어린 숙종의 마음을 휘어잡았다. 효종이 죽고 난 뒤 복상(服喪) 문제로 두 차례에 걸쳐 치열한 예송논쟁에서 청나라 정벌을 주도하던 서인이 1674년 정권에서 밀려나자 북벌론은 사장되는 듯 했다.
그러나 그 불씨가 1년 뒤 바로 살아난 것은 1675년(숙종 1) 이었다. 이때는 윤휴 등 남인이 서인을 몰아내고 집권 중이었다. 숙종은 즉위한 지 5개월가량 지난 뒤 허목과 윤휴가 있는 경연 자리에서 승지 정유악을 시켜 윤휴가 현종에게 올렸던 소문을 읽게 하였다. 이어 윤휴가 올린 시무에 관한 책자를 읽고 해석하게 하였다.
효종대왕은 왕위에 오른 뒤 10년 동안 자나깨나 군사를 다스리고 뜻있는 사람들을 불러 모아 음산스런 비가 내릴 때를 빈틈없이 대비하면서 하루도 북쪽으로 향하는 마음을 잊지 않았습니다. 배치를 끝내고 부서 구성을 시작할 참이었는데 하늘이 순조롭게 도와 주지 않아 중도에 돌아가셨습니다. 웅장한 기도와 큰 뜻이 천추의 한을 남겼습니다. 좋은 기회가 이르지 않았지만 그 근심이 전하께 있게 되었습니다.

윤휴는 두 글에서 온통 청나라 정벌의 대의명분과 당위성을 말하고, 조선의 군비가 잘 정돈되었으며 만약 북벌을 단행하면 중국 내지의 여러 세력이 호응할 것이라고 주장하였다. 사실 따지고 보면 송시열과 효종이 주장한 내용을 되풀이하거나 과장되게 부풀려 적었을 뿐이다. 굳이 다른 점을 들어 본다면 새로운 무기인 무강차(武剛車)를 만들어 만주 벌판을 달려야 한다는 정도가 더 보태졌을 뿐이다. 윤휴는 14세의 어린 숙종을 앉혀놓고 문답을 주고받으며 세뇌를 시켰다.
우리나라는 평지가 적어 두 바퀴로 굴리는 것이 불편하다고 하자 윤휴는 외바퀴를 달면 험난한 길도 갈 수 있다고 주장하였다. 윤휴는 청나라 사신이 왔을 때에도 숙종에게 절도 하지 말고 교외로 나가 영접도 하지 말라고 우겼다. 허적(許積)이 난색을 표명하며 관례대로 하지 않으면 저들의 의심을 사게 된다고 말하자 윤휴는 호언장담하였다.
만일 저들이 의심을 내서 군사를 움직이면 정말로 좋은 기회를 얻는 셈이오. 우리나라에는 십만의 정병이 있고 황해도, 평안도에서 군량미를 공급할 수 있으니 열흘이 못 돼 심양을 차지하고 심양이 거덜나면 중국 내륙이 진동하여 일이 성공하지 않을 염려가 없소.

그러나 그의 주장에 같은 남인의 청남이던 허목 등은 불가능하다며 회의적으로 바라보았다.
당시 청나라는 명나라의 잔여세력이 여기저기서 난을 일으켜 오삼계(吳三桂) 등이 이들을 소탕하느라 다소 혼란을 겪고 있었던 것이 사실이었다. 청나라의 번왕(蕃王)인 오삼계 역시 1673년 양자강 주변의 남쪽 지대를 중심으로 반란을 일으켜 몇년 간 변경이 떠들썩했다. 윤휴는 조정에 몸담고 있던 3년 동안 이 주장을 굽히지 않았다. 재야의 선비들 중에서도 북벌을 주장하는 이들이 있었다. 하지만 허목, 허적 등 원로들은 애써 이를 막았다. 숙종은 귀가 솔깃했으나 어린 임금이 단행할 정도의 사안이 아니었다.

#### 북벌론 추진 준비와 실패
1674년부터 허적과 윤휴 중심으로 북벌론이 계획되었다. 김석주 역시 북벌론 재개에 지지 의사를 표했고 곧 체부(도체찰사부) 부활과 만과 설치, 병력 선발 등의 안이 건의되었다. 송시열은 유배소에 있으면서도 이 점에는 깊이 공감하고 지원하라는 글을 문하들에게 보낸다. 도체찰사부를 설치하고, 무과인 만과(萬科)를 설행하는 한편, 병거(兵車)인 전차와 화차(火車)의 개발을 고안해 보급하고자 한 것 등은 모두 평생의 신념이던 북벌을 실현시키려는 뜻이었다.
한편 1676년에 연중(筵中)에서 대사헌 윤휴(尹鑴)가 북벌의(北伐議)를 주장하니 병조판서 김석주(金錫胄)가 말하기를 군사를 출전시킬 시기는 이미 정하여졌으나 군량이 부족한 것이 걱정이라고 말하니 당시 이조참판인 심재(沈梓)가 나가서 말하기를 복수하여 설욕하는 대의는 진실로 좋으나 작은 나라로서 위험한 때에 군사를 일으켜 국경을 넘는다는 것은 그 때가 아니라고 하였다.
서인, 남인의 당론이 일치하면서 일시적으로 통합이 가능하였으나 남인의 당수였던 허목이 불가함을 들어 강하게 반대했다. 장정을 많이 징발하면 국가의 일꾼이 없어진다는 것과 청나라는 대국이고 조선은 소국에다가 국론까지 분열되었는데 상대가 가능하냐는 것이었다. 여기에 남인 강경파들이 반대하고 나서면서 북벌론은 다시 묻혀진다. 결국 송시열은 윤휴의 북벌론 주장의 진정성을 의심하게 되었고, 북벌 계획은 수포로 돌아간다.

### 생애 후반

#### 남인의 분열

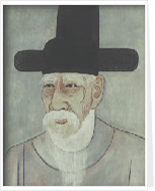
허목

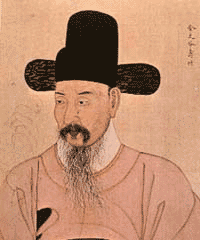
정적 김수항

1675년 남인은 집권 후 송시열, 김수항 등의 처리를 놓고 의견이 갈라졌다. 이때 윤휴는 허목과 함께 남인 강경파를 이끌며 송시열, 김수항의 사형을 주장했다. 한편 허적(許積)은 남인 온건파를 이끌며 송시열, 김수항의 사형 주장을 반대했다. 허적은 예송 논쟁은 학문적인 논쟁에서 끝나야 된다는 점과, 송시열, 김수항이 정승을 지낸 학자들인데 처형할 수 없다고 주장했다.
그는 이서우, 이수경(李壽慶) 등의 글재주를 눈여겨보았고, 서인과 남인계 중에서도 허적 등이 이서우 등의 가계와 전력을 문제삼자 그를 옹호하였다. 이후 허목과 함께 번갈아가며 이서우 등을 옹호, 지원하였고 이들은 송시열의 저격수로 앞장선다.
1차 예송논쟁과 2차 예송논쟁 당시 3년복과 1년복을 주장했지만 강경론을 주장한 허목과 온건론을 주장한 허적의 생각 차이로 갈등을 빚어왔다. 윤휴는 초기에 허목과 허적 두 영수의 싸움을 중재하고 화합하려 하였지만, 허목과 허적의 갈등과 대립이 심해지자 그는 허목의 편을 들게 된다. 1677년 8월 부호군이 되었다.

#### 허목과의 결별
그러나 1679년 5월 허목이 영상 허적의 아들 허견의 권력남용을 이유로 탁남의 영수인 영상 허적을 탄핵했다가 오히려 자신이 역공격을 당하였다. 6월 16일 윤휴는 허목의 허물을 지탄하는 상소를 올렸다.
| “ | 허적은 선왕(先王)께서 부탁한 신하요, 성상께서 의지하는 신하가 아닙니까? 허목이 남의 말을 경솔히 믿고서 다시 차분히 구명해 보지도 않은 채, 여지없이 지척하여 창황히 서울을 떠나게 하였으니, 성상께서 의심하시고 노여워하심이 마땅합니다. 허목이 나이 아흔에 가까운 만큼 총명과 사고가 지난날과 같지 않아서, 이내 뭇사람의 말에 동요되고 유언비어에 현혹되어 마침내 이처럼 분별없는 말까지 하게 된 것이지, 그의 마음을 살펴보면 다른 속셈은 있지 않았습니다. 그런데 성상께서 조용히 살펴보시지 않고 비답의 말씀이 너무 통절(痛切)하셨으니, 신은 이 거조가 적이 안타깝습니다. 가까운 시종의 신하를 허목에게 보내어 속히 회오(悔悟)의 뜻을 보이시고, 또 한편 권면을 더하여 허적의 발길도 돌리게 함이 마땅할 듯합니다. | ” |

이어 허목을 탄핵하는 상소가 올라왔고, 6월 18일 숙종은 허목을 추궁하였다. 6월 21일 사헌부장령 김정태(金鼎台)가 허목을 신구하는 상소를 올렸다가 파직당하고, 이어 태학생(太學生) 이택(李澤) 등이 허목을 변호하는 상소를 올렸으나 묵살당했다.
그해 가을 윤휴가 차자를 올려 허목과 허적의 화해를 주선하는 한편 허목의 허물을 지탄하였다. 임금이 노하자 허목은 스스로 죄를 청하고 연천으로 낙향한다. 이에 윤휴는 허목이 과격하다며 허적을 옹호하였다. 이에 허목은 윤휴가 서도의 금송을 불법으로 가져다가 재목으로 집을 지었다며 소나무 재목을 받은 것을 문제삼았고 이 일로 윤휴와 허목의 관계는 틀어지게 된다. 이 사건 이후 후대의 남인은 허목과 윤휴 중 누구를 정통으로 보느냐를 두고 논란거리가 되기도 했다. 성호 이익은 허목을 정통으로 보고 윤휴를 패리라고 주장한 반면 다산 정약용은 윤휴의 노선이 선명하고 허목의 견해는 선명하지 못하여 다소 문제가 있는 것으로 간주하게 된다.

#### 허견의 옥사, 경신환국과 몰락
그 뒤 의정부좌찬성이 되었다가 1679년 비변사제조에 다시 임명되었다. 1679년(숙종 5년) 9월에 우찬성이 되었다. 이후 윤휴는 삼정승의 유력한 후보로 떠올랐다. 그러나 1680년 허적이 자신의 조부 허잠의 시호를 받는 연시연 때 비가 오자 왕이나 왕실의 허락 없이 기름 천막을 임의로 가져다 쓴 사건이 확대되어 허견의 옥사가 발생했다. 그러나 윤휴는 허견의 옥사와 직접적인 관련이 없으나 여러 가지 죄목이 복합되어 파직되고 의금부에 갇혀 국문을 당한다. 또한 1675년의 홍수의 변에서 김우명 등이 복창군, 복평군을 무고했다고 논파한 것을 그가 복창군, 복평군을 지지하는 것이라는 공세가 가해졌다. 비변사를 폐지하고 체부(體府)를 신설하여 북벌에 대비할 것을 건의하였으나, 결과가 안좋아 폐지되었다. 한편 이복 형인 윤영은 도체찰사부를 근거로 서인이 역모로 몰수 있으니 염려하라며 당부하였으나 그는 듣지 않았다.
1680년 1월 개혁안 실패에 좌절, 허적, 권대운 등 같은 남인당 인사들의 비판과 비협조에 실망한 그는 허목에게 실망감을 토로하는 편지를 보낸 뒤 치사(致仕)를 청하고 물러났다. 그러나 곧이어 발생한 경신환국(庚申換局)으로 남인이 실각하고 서인이 집권하자 정계에서 배제되어 1680년 4월 함경북도 갑산(甲山)에 유배된 뒤, 허견의 옥사의 관련자로 몰려 소환 후 의금부에 투옥, 사형에 처해졌다. 체찰사부 설치로 병권을 장악하려는 것 역시 그의 음모로 제기되자 그는 김석주 역시 도체찰사부 설치를 찬성했음을 들어 반박하였다. 허견의 옥사와 그는 직접적인 관련이 없는데도 사사된 것은 숙종과 서인들의 미움 때문이었다.

### 형문과 죽음
1680년(숙종 6년) 박치도(朴致道), 이언강(李彦綱) 등은 윤휴를 사형에 처할 것을 앞장서서 주장하였다. 이후 서인계 유생들은 계속 상소를 올려 그를 헛된 이론으로 민심을 현혹한다며 사형에 처해야 된다고 주장하였다.
1680년 4월 의금부에 갇힌 윤휴는 여러번의 형문을 당하였다. 서인 위관들은 그에게 혹독한 형문을 가하며 도체찰사부 설치 건의를 반란을 목적으로 한 것이라며 추궁했고, 허적 일파와의 관계성과 허견의 역모에 가담한 이유 등을 추궁하였으나, 청남의 중진으로 탁남 허적 일파와 사사건건 대립했던 그는 고문에도 역모 가담 혐의를 승복하지 않았다. 5월 초 유배에 처해져 함경북도 갑산으로 가게 되었다. 유배지로 가던 중 역시 유배지로 향하던 홍우원을 만나 작별을 고한다. 그러나 출발 직후 사사의 명이 내려졌고, 다시 유배지로 가던 중 5월 20일 뒤따라온 금부도사에 의해 사약을 받고 사사되었다. 이때 그는 '나라에서 유학자가 싫으면 쓰지 않으면 그만이지 죽일 이유가 있느냐'고 항변하였다. 생전 저서로는 《백호문집 白湖文集》, 백호독서기(白湖讀書記), 《주례설(周禮說)》, 《중용대학후설(中庸大學後說)》, 《중용설(中庸說)》 등을 남겼다. 당시 그의 나이 향년 63세였다.
사약을 받기 직전 그는 종이와 먹, 붓으로 마지막 유언을 남기게 해 달라고 부탁하였으나, 금부도사는 거절했다. 이때 함께 유배된 아들 윤의제 역시 얼마 뒤 배소에서 병사한다. 서인계에서는 그가 죽은 뒤에도 그를 계속 탄핵, 비판하며 그에게 역률을 부과할 것을 계속 주청하였으나 숙종이 듣지 않았다. 이때 그의 아들들도 모두 유배된 상태였으므로 서형 윤영과 사위들이 그의 시신을 염습하고 장례를 주관했고, 왕족 이희년, 남인 당원인 윤학관(尹學官), 미수 허목 등이 그의 장례식에 참석하였다. 바로 여주군 금사면 백호리 선영 근처에 안장되었다.

### 증직과 추탈
1689년(숙종 15년) 왕이 그의 애매한 죽음을 알게 되고 기사환국으로 남인들이 재집권하자 아들 윤하제(尹夏濟)의 신원이 받아들여져 신원, 복권되고, 김익훈, 이사명 등을 처벌하였으며, 그해 3월 윤휴는 무죄처분되었다. 10월 19일 이현일(李玄逸)의 건의로 관작을 회복시키고 같은 날 증(贈) 대광보국숭록대부 의정부영의정에 추증되었다. 왕은 특명으로 예관을 보내어 그의 제사를 지내게 하였다.
1694년(숙종 20) 갑술환국으로 서인이 집권하고 남인이 거세되면서 관작이 다시 추탈되었다가 1697년 다시 복권되었다. 그러나 1701년(숙종 27년) 무고의 옥으로 다시 관작이 추탈되었다. 정조 때인 1795년(정조 19년) 다시 복권되었다. 그의 후손들 역시 금고령이 내려져 관작에 제한을 받다가 1790년(정조 14년) 윤휴의 5대손 윤지범(尹持範)이 다시 해금되어 출사하게 되었다. 그러나 1801년(순조 1년) 남인이 거세당하면서 다시 추탈되고, 자손들의 관직 역시 박탈되고 금고당하였다.
그의 저술들은 문집간행을 위하여 하제(夏濟)·경제(景濟) 두 아들이 이미 정리하였으나, 18세기 이후 정치적 적대세력인 서인과 노론계열이 계속 집권함에 따라 햇빛을 보지 못했고, 갑술환국 이후에는 그의 사상과 저서는 모두 금서화되었다. 고종 때 윤휴에 대한 복권 건의가 있었으나 노론의 강력한 반발로 무산되었다.
1908년(융희 2년) 4월 30일에야 내각 총리대신 이완용의 건의로 복권되었다.

### 사후
순종 때 가서 복권되었지만 1910년(융희 4년) 대한제국이 멸망하기 직전까지도 그는 언급이 금기시되고 기피되었다. 1873년(고종 10)에 가서 남인에 의해 이현일, 윤휴, 한효순, 목내선, 정인홍, 정도전 등을 복권해야 된다는 신원 상소가 올려졌다. 이에 면암 최익현(崔益鉉)과 중암 김평묵(金平黙)은 말도 안되는 소리라며 강하게 반발하였다. 그러나 정도전, 이현일, 윤휴 등을 복권해야 된다는 상소가 계속되자 면암 최익현(崔益鉉)과 김평묵은 이를 막기 위해 줄기차게 노력하였다.
1873년(고종 10)부터 1876년까지 최익현과 김평묵 등은 상소 등을 통해 "이현일, 한효순, 목내선 등의 신원을 요구한 사람들을 추율(追律, 반역죄)로 처단해야 하며, 남인(南人)인 윤휴(尹鑴) 이후로 우리 서인(노론)과 남인은 원수가 됐다. 만약 서양과의 조약이 성립된 후에 민암, 목내선, 이인좌, 정희량, 이현일의 후손들이 백성의 불인(不忍)한 마음을 이용하여 창을 들고 도성과 대궐을 침범한다면 올바른 선비들이 일망타진될 것이다"라고 주창하여 이들의 복권 여론을 끝까지 반대하여 무산시켰다. 그 뒤에도 최익현과 김평묵은 남인과 이인좌의 난 관련자들의 복권을 결사 반대하였다. 결국 김평묵과 최익현이 모두 죽은 뒤 1907년(융희 2년)에 가서야 이현일 등과 함께 복권된다.
1910년(융희 3년) 대한제국 멸망 이후 그에 대한 연구와 재조명 노력이 이어졌다. 1927년 경상남도 진주의 용강서당(龍江書堂)에서 김대림(金大林)과 윤휴의 8대손 윤신환(尹臣煥)에 의해 처음으로 《백호문집 白湖文集》을 석판본으로 간행하였다. 1934년 8대손 윤신환이 다시 백호독서기(白湖讀書記)를 정리해서 간행하였다. 1974년에 직계 후손 윤용진(尹容鎭)등에 의하여 비밀리에 비전(祕傳)되던 다른 원고들을 모두 망라한 《백호전서(白湖全書)》가 출간되었다.
1980년대까지도 언급이 기피되다가 1990년대 이후 재조명되어 각종 작품에도 등장하기 시작하였다. 시신은 당초 고향인 경기도 여주군 금사면에 안장되었다가, 2000년대에 대전 선영으로 이장되었다.

## 사상과 신념

### 효종 국상때의 복상 문제
송시열 등 서인들의 기년설에 맞서 윤휴는 참최삼년설(斬衰三年說)을 주장했다. 그에 의하면 '장자를 위해서는 상, 하 구분 없이 삼년복을 입으며' 임금을 위해서는 내외종이 다 참최를 입는다는 설이다. 그는 『의례주소』의 상복참최장의 ‘아버지가 장자를 위해 상복을 입는 기간’에 대한 가씨의 주를 인용해 송시열의 논리를 반박하고 나섰다. '의례' 정현의 주에 있는 당나라 가공언의 소를 인용하며 이를 가소라 한다.
윤휴는 효종이 왕통을 계승했으니 장자와 다를 바가 없다고 주장하였으며 여기서 더 나가 신모설(臣母設)을 주장했다. 윤휴의 이른바 참최삼년설은 연양부원군 이시백을 통하여 편지로 영의정 정태화에게 알려졌고 정태화는 다시 송시열과 의논하였다. 윤휴가 제시한 참최삼년설은 장자를 위해서는 상,하 구분 없이 삼년복을 입으며 임금을 위해서는 내외종이 다 참최를 입는다는 설이다. 윤휴는 가씨의 주에서 ‘첫째 아들이 죽으면 적처 소생의 둘째 아들을 세워 또한 장자라고 부른다’는 구절을 취하여 자의대비는 효종에 대해 참최삼년설을 입어야 한다고 주장하였다. 윤휴는 이러한 예론을 통해 군신의 의리를 강조함으로써 군왕중심 왕도정치론의 명분을 제기하였다.
윤휴의 왕사부동례설에 대해 송시열은 예는 누구에게나 보편적으로 적용되어야 한다며 반박하였고, 군신관계와 명분을 강조하는 참최삼년설에 대해 송시열은 윤휴가 인용한 의례주소의 상복참최장의 가씨 주의 다른 구절을 들어 반박하였는데 "의례주소에 그런말이 있는 것은 사실이나 그 아래에 '적처가 낳은 둘째 아들도 역시 서자라고 칭한다'하니 서자란 첩의 자식만을 뜻하는 것이 아니라 장자가 아닌 모든 아들을 칭하는 말이다"라고 반박하였다. 이어 송시열은 다음과 같은 모자의 차원에서의 의리 명분을 강조하면서 반박하고 있다.
허목 역시 효종이 왕통을 계승했으니 장자와 다를 바 없다는 점과 왕사부동례설에 입각하여 3년설을 주장하였으나 자최 3년설을 주장했다. 이는 효종이 왕통을 계승했으니 장자와 다를 바 없고, 왕가의 예는 일반 백성들의 예와 같을 수가 없다는 점에는 허목의 견해와 같지만 허목은 모자지간이라는 인륜적 문제 때문에 효종이 자의대비를 신하로 삼을 수는 없다고 규정했다.

#### 허목과의 차이
허목과 윤휴는 임금을 천자, 지존이라 하여 일반 백성들과는 다른 존재로 보았다. 사대부 이하 만백성은 같게 봤지만 왕과 왕가에 한해서만은 특별한 존재로 봤다.
윤휴는 효종이 인조의 왕통을 계승하였으니 장남이라고 보았다. 윤휴는 국왕은 곧 지존이므로 자의대비 역시 조선사람이니 신하로 봐야 된다.(신모설)는 설을 주장했다. 윤휴는 주나라 무왕이 어머니 읍강을 현신(현명한 신하)라고 칭한 고사를 들어 어머니를 신하로 보는 예가 있다고 했다. 허목은 신모설에는 동의하지 않는다.
허목은 효종이 인조의 왕통을 계승하였으니 장남이라고 보았다. 그러자 송시열은 세종대왕의 소헌왕후 소생 8명 대군의 예를 들며 8명의 아들이 먼저 요절하면 세종대왕은 장남을 위한 3년상복을 입고 또 3년상복을 입느냐며 반박하였다. 허목은 고례의 사종지설에 나오는 서자 부분은 어디까지나 첩의 자식에 해당되는 말이며, 장남이 죽으면 둘째 아들, 셋째 아들을 세워서 제2장자라고 한다고 보았다.
허목과 윤휴는 모두 왕사부동례라 하여 천자, 지존, 왕가의 예가 일반 사대부가의 예의와 같을 수 없음을 주장했다. 허목은 장남의 예로서 3년복을 입을 것을 주장했고, 윤휴는 장남의 예로서 3년복을 입는 것에 춘추의 신모설을 근거로 신모설을 주장했다.

### 신모설
윤휴는 제왕가의 예는 일반 백성의 예와 다르다(왕사부동례)고 하며 효종이 일단 왕위를 계승하였으니 효종이 임금이고 자의대비는 신하라고 주장하였다. 이를 신모설(臣母設)이라 한다. 윤휴는 신모설의 근거로 '무왕이 문모(무왕의 어머니 태비)를 신하로 삼았다'는 무왕신모설(武王臣母說)을 인용하여 참최 3년설의 근거로 '어머니를 신하로 삼을 수 있다'는 신모설을 제시했다. 주나라 무왕은 “나는 열 명의 어진 신하가 있다”라고 말했는데 그 어진 신하 중의 한명이 누군가를 정확하게 언급하지 않았다. 후일 공자는 이에 대해 “그 중에 부인이 한 사람 있다”고 평했다. 그러나 공자 역시 그 중에 부인이 한 사람 있다고 했으나 그 부인이 누구인지 정확히 밝히지 않았고, 후대의 학자들은 그 부인을 어머니인 문모로 보기도 하고 무왕의 아내인 읍강으로 보기도 하는 등 논란이 되는 부분이었다.
신모설에 대한 윤휴의 주장에 대해 송시열은 내종부녀가 모두 신하를 가리키는 것이지만 자의대비는 내종에 포함되지 않는다고 반박하였다. 송시열은 내종이 임금에게 참최복을 입는 것은 비록 임금의 사사로운 친척일지라도 군신의 의리가 지엄하기 때문에 임금을 사척으로 대할 수 없어서 신하로 처신한다는 것이다. 송시열은 자의대비는 이미 효종이 왕후, 어머니로 받들던 분이므로 다른 내종과는 다르다는 것이다. 자의대비는 효종의 계모이지만 왕후로서 어머니였고, 효종이 봉림대군과 세자로 있을 때 왕후로 받들던 분으로서 모자관계인 것 외에도, 군신(왕후와 백성으로서의)의 의리가 있어서 효종이 자신을 아들이라 하지 않고 대군이나 세자로 있을 때 신이라고 칭했던 점을 들었다. 자의대비가 왕후이고 효종은 대군, 세자로서 신이었으므로 군신관계에 있었던 이상 다시 자의대비가 다시 효종에게 신하가 되어 신칭을 하고 임금에 대한 복을 입을 수는 없다는 것이다.
또한 송시열은 주자가 유시독의 말을 들어 아들이 어머니를 신하로 삼는 법이 없다고 가르쳤음을 들어 반박했다. 그러나 윤휴가 다시 효종이 임금이고 임금의 통치를 받는 국민의 한사람이라고 주장하자 송시열은 감히 어머니를 신하로 삼는 사례는 없다며 후인이 어찌 이를 반박하느냐며 일축했다. 허목 역시 신모설에는 부정적이었는데, 어머니와 아들이라는 인륜 문제가 있는 바 어머니를 신하로 삼을 수는 없다는 것이 허목의 견해였다. 윤휴의 신모론은 패륜으로 지목되기도 하는 등 서인 사대부들의 강한 반감을 초래했고, 오히려 같은 남인들 조차도 패륜, 패리라고 주장했다.

### 주자의 이론
주자의 학설을 그대로 추종하는 데서 벗어나 경서의 새로운 해석을 시도하고 주자의 주해와 저서는 물론 다른 유교 경전에 대해서도 재해석을 가하였다. 또한 이황, 이이 등의 이기론을 비판했다.
그는 성리학 사상을 부정하지는 않았다. 그러나 성리학 사상만이 완벽한 진리라는 사고관에 대해 의혹을 제기했다. 그러나 주자만이 사물의 진리를 파악했다는 사상, 성리학만이 사물의 진리라는 사상에 의문을 제기하면서 오랜 친구인 윤선거, 이유태, 송시열 등과 차례로 절교하고 적으로 변한다. 절교 직후까지만 해도 송시열과 이유태는 그가 주자를 능멸하고 사문을 어지럽히지 않았는지 수시로 추궁, 질책하였다.
처음 윤선거와 토론하다 논쟁이 벌어지자 윤선거는 그의 주장이 과격하다며 조심할 것을 권고하였다. 윤선거는 몇번의 서신을 보내 윤휴를 설득하였으나 윤휴가 고집을 굽히지 않자 윤선거는 절교를 선언했다. 이어 송시열은 처음에는 그의 이론을 학문상 이론으로 인정하고 토론과 서신 교환을 통해 비판과 상호 문답을 주고받았으나, 남인에서 송시열을 죽이려 하고, 윤휴는 직접 송시열을 죽이려 하지는 않았지만 남인의 선봉장으로 활약하면서 송시열은 그를 타협할 수 없는 정적(政敵)으로 간주하게 된다. 서인 측에서는 그를 사문난적이나 사상범으로 몰아 집요하게 공격을 가한다.
그는 주자나 성리학만이 사물의 진리를 볼 수 있는가며 의문, 의혹을 제기하였으나 유교의 틀을 부정하지 않았다. 그러나 허목은 그보다 한발 더나가 유교사상이 아니더라도 사물의 진리를 알 수 있는 사상은 존재한다고 하여 논란이 되었다.

### 성리학 이외의 사상
그는 유교 학문을 성리학 위주로만 이해하는 것에 반발하였다. 그는 늘 세상의 이치를 주자만이 알고 다른 사람들은 모르느냐며 주자학(성리학)과 주자가례로 사물을 보려는 당시 시각에 이의를 제기하였다. 그러나 그는 기본적으로 유학자였고, 윤휴는 일반 유학자들처럼 이단배척의식이 강하였다. 그가 북벌을 주장한 것도 이단이며 사이비인 야만족이 중국을 정벌한 것에 대한 반감에서 유래한 것이다. 도학과 노장 사상, 불교는 배척하였다. 역사의식에 있어서도 조선의 역사의 기원을 기자로 보고, 기자조선이 정통이라고 인정하는 것 역시 다른 성리학자들과 다르지 않다.
문치를 강조하는 일반 유학자들과는 달리 상무정신이 강한 것은 윤휴만의 독특한 태도이기도 하다.

### 주자에 대한 관점
그는 주자(朱子)를 부인하지는 않았다. 주자가 학문의 진로 개척과 성학(聖學) 발전에 최대의 공로를 세웠다고 높이 평가하는 한편, 후학들이 학문 연구와 발전에 기여하는 길은 주자가 일생 동안 학인(學人)의 자세로 일관하여 새로운 길을 찾고 업적을 이루었듯이 선배들의 업적을 토대로 새로운 해석과 이해의 경지를 개척해야 한다는 사상을 피력하였다. 이러한 신념에 따라 그는 주자를 비롯한 각종 유교 경전과 고전 등에 대해 새로운 분장·분구 및 해석을 시도하였다. 그의 이러한 학문 자세는 처음에는 당색을 초월해 칭양받았으나, 나중에 정치적으로 악용되어 사문난적(斯文亂賊)으로 몰려 규탄받게 되었다.

### 북벌론
윤휴는 청나라를 정벌하기 위해서는 강력한 군대를 양성하여야 된다고 보고, 군사의 중앙집권화를 주장하였다. 허적은 윤휴의 북벌론에 동조하였다. 허적은 윤휴의 강군 양성론을 받아들여 도체찰사부(都體察使府)의 복설, 부활을 추진하였다. 그러나 도체찰사부의 설치는 서인들에 의해 경신환국에 엮이는 직접적인 원인이 되기도 하였다.
도체찰사부를 설치하고, 무과인 만과(를 설행하는 한편, 병거인 전차와 화차의 개발을 고안해 보급하고자 한 것 등은 모두 평생의 신념이던 북벌을 실현시키려는 뜻에서였다. 서인 김석주는 윤휴의 강군 양성 주장과 허적의 도체찰사부 부활에 처음에는 동의하였으나, 허견의 옥사 당시 서인들이 허적, 윤휴 등의 도체찰사부 부활과 군사 중앙집중화 주장을 근거로 역적으로 몰고 갈 때 변호하지 않았다.

### 남인의 선봉장
학문과 언변에 뛰어났던 그는 온건파인 허적과 달리 그는 허목, 윤선거와 함께 송시열, 김수항 등의 비판의 선봉장이었다. 그러나 서인계 중 누구도 토론에서 그의 달변에 맥을 추지 못했다. 그러나 같은 남인 당원이던 권대운은 그가 자기 주장이 너무 강하고 고집을 굽히지 않음을 여러번 지적한 바 있다.

### 성호학파와의 관계
성호 이익의 아버지 이하진을 비롯한 선대 인사들은 대부분 윤휴와 가깝게 지냈다. 이익의 6촌 형님뻘 되는 반계 유형원도 윤휴와 어느정도 거리를 두면서도 절친한 사이였다. 또한 성호 이익의 스승인 송곡 이서우는 윤휴와 허목 모두에게서 수학하였다. 이에 따라 성호 이익의 문도들 중에는 윤휴와의 연관성을 주장하며 그의 학문을 계승했음을 강조하였다.
이익 가문의 학문은 17세기까지 북인 계열의 윤휴와 상당히 유사하였다. 이하진이나 이잠 형제, 조하주 등은 윤휴와 학문적으로나 정치적으로 매우 밀접한 관계였다. 반면 뒷날 이익이 계승한 인물로 평가받는 허목과는 정치적으로나 학문적으로 거리가 있었다. 이때까지 이익 집안의 학문은 성리학적 흐름과는 무관하였으며, 오히려 주희에 대해 매우 비판적이었다.
1699년 이잠은 정시한을 예방하여 가르침을 받았는데, 이는 퇴계학 수용의 증거이다. 이서는 주희의 경전 해석을 따르면서 이황의 학문을 수용하였다. 이익 단계인 1710년 이후에는 본격적으로 이기심성론과 관련된 저술을 하면서 학파를 개창하기에 이르렀다. 퇴계학을 수용하고 이기심성론과 관련된 성과를 낸 이익은 이제 이황과 자신을 연결하고자 하였다. 윤휴의 학문이 다소 과격하고 급진적이라는 비판적인 견해가 계속 제기되자 이를 부담스럽게 느꼈던 이익은 학문적 전통을 윤휴에게서 찾던 형 섬계 이잠 등과 달리 허목을 거쳐서 퇴계 이황으로 연결하려 했다. 이러한 시도는 이익의 스승 중 한사람인 이서우가 허목과 윤휴 모두에게서 수학한 것에서 근거로 삼았다.
1715년에서 1720년 사이 이익은 전대에 거리가 있었던 허목과 이하진의 관계를 강조하면서, 허목을 자신이 사숙한 스승으로 규정하였다. 이러한 시도는 퇴계학으로 자정한 상대적으로 보수적인 근기 남인들에게 수용되었다. 한편 이익은 허목의 후학으로 자정한 이후에도 경전해석이나 경세론 분야에서는 여전히 윤휴의 영향을 받고 있었다. 이에 따라 일부에서는 전통적인 윤휴와의 계통을 강조하였는데, 이들은 상대적으로 개방적인 학문 경향을 보였다. 윤휴를 강조하던 인사들이 신유 박해로 몰락하면서 성호 학파의 학통은 오로지 퇴계학과 관련된 내용으로 전승되게 된다. 북인계 학문의 전통을 가진 윤휴에게 영향을 받은 성호 학파는 지속적으로 퇴계학을 수용하면서 새로운 정체성을 찾고자 하였으며, 이는 18세기 후반의 정치적 상황 속에서 완성되었다.
성호 이익의 스승 중 한 사람인 송곡 이서우는 윤휴와 허목 모두에게서 수학하였고, 이익은 학통상으로 윤휴의 손제자가 된다. 그러나 윤휴의 영향을 부담스러워하던 이익은 윤휴를 패리로 규정했지만 이익의 문도들 중 한명인 다산 정약용은 윤휴의 사상이 선명성을 갖춘 정론이고 허목의 견해는 다소 노선이 선명하지 못하다며 윤휴를 정통으로 보기도 했다.

### 어록
- "사색하지 않으면 얻는 것도 없다. 사색한 것은 글로 기록해야 한다. 그러지 않으면 사라지기 때문이다. 사색하고 기록하고 해석하다보면 깨닫고 알게 되어 언행이 두루 통하게 된다"

## 평가와 비판
정적이기도 했던 여양부원군 민유중은 “윤휴의 기모를 보면 좌상춘풍(左上春風)이요 그 언론을 들으면 경전에 출입하고 금고(今古)를 관천(貫穿)하여 사람으로 하여금 감동하여 귀 기울이게 하니 어찌 경도치 않으리오.” 하면서 상찬해 마지않았다.
그리고 군역을 양반에게도 부과하려 하는 등 백성들의 삶을 개선하려 했다는 평가를 받기도 한다.
남인 온건파였던 권대운은 그가 지나치게 지지 않으려고 하는 점을 여러번 지적하여 충고하기도 했다. 뒤에 자신의 충고가 먹혀들지 않자 권대운은 허적 등이 모인 자리에서 윤휴는 병과 화를 부르는 인물이라며 비난하기도 했다.
후대의 사학자 이이화에 의하면 '윤휴는 송시열과 정치적으로 적대관계였고 경전 해석을 두고도 심한 이견을 보였다. 그런데도 유독 북벌론만은 그 명분론이나 현실적 대응이 너무나도 닮았다. 그래서 두 차례에 걸친 북벌 논의를 두고 명나라를 위한 대의나 민족의 치욕을 씻으려는 복수심보다는 체제 유지를 위한 위장 논리였다는 주장이 제기되기도 한다. 다시말해 존명배청(尊明排淸)을 통치 이데올로기 로 정립해 나가면서 북벌론을 정치권력을 강화하는 수단으로 써먹었다.'고 평하기도 했다.

## 저서 및 작품

### 저서
- 《백호전서》(白湖全書)
- 《독서기》
- 《주례설》
- 《중용대학후설》
- 《중용설》
- 《백호집》

### 작품
- 〈현종대왕행장 顯宗大王行狀〉
- 〈공고직장도설 公孤職掌圖說〉

## 가족 관계
이순신, 이원익, 허목 등과 인척관계였다. 아버지 윤효전의 첩은 덕수 이씨로 이순신의 서녀였다. 또한 서형수 전주 이씨는 오리 이원익의 서녀로, 오리 이원익의 손녀사위는 미수 허목이었다.
- 고조부 : 윤자관(尹子寬, 1490년 - 1550년)
- 증조부 : 윤호(尹虎)
- 할아버지 : 윤희손(尹喜孫)
- 할머니 : 이씨(李氏, ? - 1629년, 이수(李琇)의 딸)
- 서조모 : 이름 미상
  - 서숙 : 윤효종(尹孝宗)
  - 서숙 : 윤효증(尹孝曾)
  - 서숙 : 윤효광(尹孝光)
- 아버지 : 윤효전(尹孝全, 1563년 ∼ 1619년)
- 어머니 : 파평윤씨, 윤담휴의 딸, 아버지 윤효전의 본처
- 어머니 : 경주김씨(慶州金氏, ? - 1656년 6월, 첨지중추부사 김덕민(金德民)의 딸)
- 서모 : 덕수이씨, 충무공 이순신의 첩의 딸
  - 이복 형(서형) : 윤영(尹鍈, 1611년 - 1691년)
  - 이복 형수(서형수) : 전주 이씨, 오리 이원익의 첩의 딸
- 부인 : 정경부인 안동권씨, 권첩(權怗)의 딸
  - 아들 : 윤의제(尹義濟, 1640년 - ?)
  - 며느리 : 안동권씨, 탄옹 권시의 딸
    - 손자 : 윤상정
    - 손녀사위 : 송진룡(宋震龍)
    - 손녀사위 : 이한제(李漢濟)
    - 손녀사위 : 이주우(李柱宇)

  - 아들 : 윤하제(尹夏濟)
    - 손자 : 윤상흥
    - 손녀사위 : 신필해(申弼海)
    - 손녀사위 : 이한덕(李漢德)

  - 아들 : 윤은제(尹殷濟, 자는 경숙, 1649년 - ?)
    - 손자 : 윤상태
    - 손자 : 윤상정, 백부 윤의제의 양자로 출계
    - 손자 : 윤상리(尹相履)
    - 손자 : 윤상항(尹相恒)

  - 아들 : 윤륭제(尹隆濟)
    - 손자 : 윤상선(尹相宣)

  - 아들 : 윤경제(尹景濟)
    - 손자 : 윤상정(尹相靖)
    - 손자 : 윤상덕(尹相悳)

  - 당질 : 윤만제(尹晚濟)
  - 딸 : 윤씨
  - 사위 : 임수(林滫)
- 첩 : 이름 미상
- 첩 : 이름 미상
- 처남 : 권준(權雋), 처 안동권씨의 남형제
- 외증조부 : 김가기(金可幾, 1537년 ~ 1597년)
- 외할아버지 : 김덕민(金德民, 1570년 ~ 1651년 12월 10일, 호는 간서재, 학자. 그의 외할아버지이자 스승이었다.)
  - 외삼촌 : 김옥(金鈺, 1603년 ~ ?)
  - 외삼촌 : 김용(金鎔, 1605년 ~ ?)
  - 외삼촌 : 김상(金金+尙)
  - 외삼촌 : 김경(金鏡)
  - 외삼촌 : 김석(金錫)
- 진외증조부 : 이수(李琇)
- 장인 : 권첩(權怗)
  - 처남 : 권준
  - 처남댁 : 파평 윤씨, 윤황의 딸, 성혼의 외손녀, 윤선거의 누이
- 사돈 : 권시(權諰, 호는 탄옹, 1604년 - 1672년)
- 사돈 : 이순신(李舜臣, 1545년 - 1598년)
- 사돈 : 허목(許穆, 1595년 - 1682년, 호는 미수, 오리 이원익의 정실부인의 손녀 사위)

## 기타

### 이름 오기
1960년대 이후 고문서를 번역하면서 그의 이름 윤휴(尹鑴)를 오기하여 윤준(尹鑴)으로 읽는 일도 간혹 존재한다.

### 송시열과의 관계

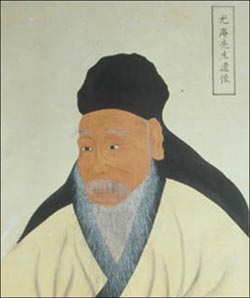
송시열

윤휴와 송시열은 어릴 적부터 가까이 지낸 사이이자 친구였다. 예송 논쟁 초반까지만 해도 송시열과 윤휴는 서로를 당이 다른 양반 정도로 인정하였다. 그러나 예송 논쟁이 터지면서 둘은 원수로 돌변한다.
송시열과 윤휴는 비록 멀지만은 같은 문중과 혼인한 인척관계였다. 송시열의 증조부였던 송구수(宋龜壽)는 윤휴의 조상인 윤형(尹衡)과 함께 고성이씨(固城李氏) 이원(李原)의 후손이었던 군수(郡守) 이구연(李龜淵)의 딸들과 결혼하여 동서지간이었다. 송시열과 윤휴는 같은 진외가를 공유하고 있는 사이였고 대대로 먼 인척 관계를 유지해 왔고, 두 집안 모두 오래전부터 친밀한 사이었다. 그런데 윤휴가 당시의 주자학에 대한 비판적 견지를 내 비추자 주자(朱子)의 열렬한 숭모자인 송시열은 이를 대단히 불쾌하게 생각했다. 윤휴가 또 윤선거, 허목 등과 같이 활동하면서 양자의 관계는 틀어지고, 학문상 이유로 절교(絶交)하게 된다.

### 숙종의 윤휴 사사 공작설
허견의 옥사 당시 허적과 직접적인 관련이 없는 윤휴가 엮어져서 사형당한 것에 대해 숙종의 계략이었다는 시각도 있다. 그에 의하면 남부 중국 전역을 전쟁터로 몰고 갔던 삼번의 난이 거의 진압되고 있었다. 숙종 4년 8월 오삼계가 죽고 그 손자 오세 번이 뒤를 이었고, 청군은 숙종 5년 악주를 탈환했다.
삼번의 난이 오래 진압되기를 원하였지만 삼번의 패퇴가 기정사실이 되자 숙종은 북벌을 위한 도체찰사부를 역모의 근거지로 만들고 북벌론자 윤휴 등을 사사함으로써 청의 의심에서 벗어나려는 술책을 부린 것이다. 서인은 북벌을 위한 허적의 도체찰사부 복설에 찬성하였으면서도 허적이 역모를 꾸민다며 날조했고, 숙종은 이를 근거로 허적의 도체찰사부 부활의 근거가 된 윤휴의 북벌론을 문제삼아 그를 처형했다는 것이다.

## 일화
우암 송시열이 백호를 얼마나 두고두고 미워했으면 제자(권상하)와 문답에서 “윤휴의 죄 중 무슨일이 가장 큰가?”하고 물었는데, 제자는 모역죄라고 답하자 공부가 깊지 못하다고 꾸짖고, 주자를 모욕한 것이 가장 큰 죄라고 문답하고 있다. 국가 모역보다 주자 모욕이 더 큰 죄라는 것이다.
윤휴는 권대운으로부터 송시열은 자신의 제자인 윤증으로부터 지나치게 비타협적이고 고집이 강함을 지적받은 바 있다.
예송 이후 송시열은 윤휴를 적휴(賊鑴), 참적(斬賊), 허목을 독물(毒物), 독극물, 흉목(凶穆)이라고 불렀다. 이는 송시열의 수제자인 권상하에게도 계승되어, 권상하는 윤휴를 지칭할 때마다 항상 적휴, 참적, 허목을 지칭할 때는 독물, 독극물, 흉목이라 불렀다. 권상하는 공문서와 다른사람의 묘지명, 묘갈명, 신도비문 등에서도 윤휴를 항상 적휴, 참적, 허목을 독물, 독극물, 흉목이라 불렀다.

## 드라마에서
- 장희빈 - 박영목

## 같이 보기
| - 남인 - 예송논쟁 - 허견의 옥사 - 청남 - 탁남 - 윤효전 - 효종 - 현종 - 경신환국 - 기사환국 - 갑술환국 - 자의대비 - 허목 - 허적 - 김육 - 김수항 - 송시열 - 송준길 - 송규렴 - 송규정 - 윤의제 - 윤하제 - 윤선도 - 이서우 | - 사문난적 - 자의대비 - 희빈 장씨 - 경신환국 - 김우명 - 김좌명 - 김석주 - 김익훈 - 민암 - 민종도 - 박세당 - 윤증 - 윤선거 - 윤선도 - 윤문거 - 윤원거 - 윤경제 - 윤만제 - 오시수 - 오정위 - 이현일 - 이담명 - 허견 - 홍우원 - 이원익 | - 성리학 - 주자가례 - 인현왕후 - 김태일 - 이원정 - 이익 - 이하진 - 장현 - 장형 - 권대운 - 권대재 - 복평군 - 홍우원 - 이순신 |

## 관련 서적
- 이선아, 《윤휴의 학문세계와 정치사상》 (한국학술정보, 2008)
- 노대환, 《소신에 목숨을 건 조선의 아웃사이더》 (역사의 아침, 2007)
- 한정주 《한국사 천자문》 (포럼, 2007)
- 이성무, 《조선을 만든 사람들》 (청아, 2009)
- 이덕일, 《당쟁으로 보는 조선역사》 (도서출판 석필, 2004)
- 이덕일, 《송시열과 그들의 나라》 (김영사, 2000)
- 이덕일, 《윤휴와 침묵의 제국》 (다산북스, 2011) ISBN 978-89-6370-571-2
- 한우근, 《백호 윤휴 연구》(歷史學報 15·16·19, 1961·1962)
- 한우근, 《白湖尹鑴의 四端七情人心道心說》(이상백박사회갑기념논총, 1964)
- 이이화, 《이야기 인물한국사 5》 (한길사, 1993)
- 한영국, 이태진, 《白湖全書解題》(1974)
- 三浦國雄, 《十七世紀朝鮮における正統と異端―宋時烈と 尹鑴―》(朝鮮學報 102, 1982)
- 이은순, 《조선후기당쟁사연구》 (일조각, 1988)
- 강만길, 《한국인물탐사기》 (도서출판 오늘, 1997)
- 유영희, 「탈성리학의 변주 미수 허목과 백호 윤휴를 중심으로」, 고려대학교 민족문화연구소, 《민족문화연구 33》 (고려대학교 민족문화연구소, 2000)
- 석승징, 《眉叟 許穆의 歷史 認識과 民族 意識에 관한 硏究:학위논문》 (성균관대학교 출판부, 2010)
- 김준석, 〈허목의 반북벌론과 농민보호대책〉, 유풍연박사 회갑논문집 간행위원회, 《유풍연박사회갑기념논문집》 (유풍연박사회갑기념논문집 간행위원회, 1991)
- 이민수, 《동국붕당원류》 (을유문화사, 1973)
- 이건창, 《당의통략》 (이민수 역, 을유문화사, 1972)
- 김준석, 《조선후기 국가재조론의 대두와 그 전개:박사학위논문》 (연세대학교, 1990)
- 이우성, 초기 실학과 성리학과의 관계 - 반계의 경우, 연세대학교, 《동방학지 58》 (연세대학교 국학연구원, 1988)
- 홍순민, 숙종초기의 정치구조와 환국, 서울대학교, 한국사론 15 (서울대학교 국사학과, 1986)
- 김현수, 《17세기 조선의 예교사상 연구: 송시열, 윤휴, 박세채를 중심으로》 (성균관대 대학원, 2007)
- 김만일, 《조선 17~18세기 상서 해석의 새로운 경향: 윤휴, 박세당, 이익을 중심으로》, (고려대학교, 2006)
- 강명희, 《백호 윤휴의 격물치지설에 관한 연구》, (성균관대학교, 2004)
- 김상희, 《17세기 예송의 정치사적 의미에 대한 재해석: 송시열과 윤휴를 중심으로》, (중앙대교육 대학원, 2004)
- 이대근, 《조선후기 근기남인의 서학수용에 관한 연구: 천주관을 중심으로》, (성균관대학교, 2003)
- 이선아, 《윤휴의 정치사상 연구》, (전북대학교, 2003)
- 정호훈, 《17세기 북인계 남인학자의 정치사상》, (연세대학교, 2001)
- 전은석, 《백호 윤휴 경학의 성격》, (경북대학교, 2001)
- 유영희, 《백호 윤휴 사상 연구》, (고려대학교, 1993)
- 이진희, 《백호 윤휴의 시문학 연구》, (단국대학교, 1998)
- 이선아, 《백호 윤휴에 대한 사문난적설 검토》, (전북대학교, 1995)
- 정호훈, 《윤휴의 경학사상과 정치사회 개혁론》, (연세대학교, 1994)
- 유영희, 《윤백호의 용학(庸學) 관 연구》, (고려대학교, 1986)
- 홍종필, 삼번란을 전후한 현종·숙종 연간의 북벌론 - 특히 유림과 윤휴를 중심으로, 한국사학회, 사학연구 27 (한국사학회, 1977)
- 이태진, 백호전서 해제 〈백호전서〉 1974
- 송긍섭, 백호 윤휴 이기철학 연구, 한국철학연구회, 《철학연구 11》 (한국철학연구회, 1970)
- 한우근, 백호 윤휴연구, 역사학회, 《역사학보 15·16·19》 (역사학회, 1962)